# Léon Philippet
Vous lisez un « article de qualité » labellisé en 2024.
Léon Philippet, né le 14 juin 1843 à Liège et mort le 2 novembre 1906 à Bruxelles, est un peintre belge.
Le jeune Léon Philippet commence à suivre des cours du soir à l'Académie des beaux-arts de Liège de 1856 à 1859. Forcé d'interrompre ses études par un père qui le destine au commerce, il doit travailler de 1859 à 1862 comme commis aux écritures chez un marchand de vins. C'est grâce à l'insistance réitérée auprès de ses parents du directeur de l'Académie, Auguste Chauvin, que Philippet reprend les cours aux beaux-arts en 1862. Il séjourne en 1866 à Paris et achève sa formation en 1867.
Boursier de la fondation Darchis de 1867 à 1872, Philippet réside à Rome de 1868 à 1887. Il y joue « un rôle important dans la prise en charge de ses compatriotes artistes », se liant d'amitiés avec plusieurs, et il y peint ce que divers critiques qualifient de « scènes romaines », dans lesquelles il reproduit « la vie truculente, spumante, parfois dangereuse des quartiers populaires romains ». C'est également à Rome qu'il rencontre Michelina Gismondi, qui devient son épouse et modèle pour de nombreux tableaux. De retour en Belgique à partir de 1887, il vit entre Liège et Schaerbeek et consacre essentiellement son œuvre à la réalisation de portraits et de paysages.
Tenant du réalisme, qu'il dote d'un exotisme original dans ses « scènes romaines », et même précurseur de l'impressionnisme selon différents critiques du XXe siècle, Philippet contribue à la modernisation de la peinture liégeoise dans le dernier quart du XIXe siècle. Bien que ce rôle de « père de la peinture liégeoise contemporaine » soit salué postérieurement par divers commentateurs, l’œuvre de Philippet suscite souvent, du vivant de l'artiste, l'incompréhension de la critique et du public à Liège. La « valeur novatrice » du peintre n'y est guère appréciée, ce qui est moins le cas à Bruxelles et hors de Belgique.

## Biographie

### Jeunesse et formation (1843-1867)
Jean Léon Modeste Philippet,, fils de Jean Gérard Joseph Philippet, commis négociant,, et de Catherine Gertrude Derichs (1817-1884), est né à Liège le 14 juin 1843,,. Il étudie à l'Institut Saint-Paul puis au Collège des Jésuites.
Il s'inscrit à l'Académie des beaux-arts de sa ville natale fin 1856, y suivant jusqu'en 1859 des cours pratiques (ou cours du soir,) où il se forme surtout aux principes de base du dessin chez François Van Roy et Lambert Herman. Il doit interrompre ses études de 1859 à 1862 car son père le destine au commerce, et « est fermement opposé à son désir de se lancer dans une carrière artistique ». Il travaille donc durant trois ans comme commis aux écritures chez un marchand de vins,, (Brahy ou Dessauvage).

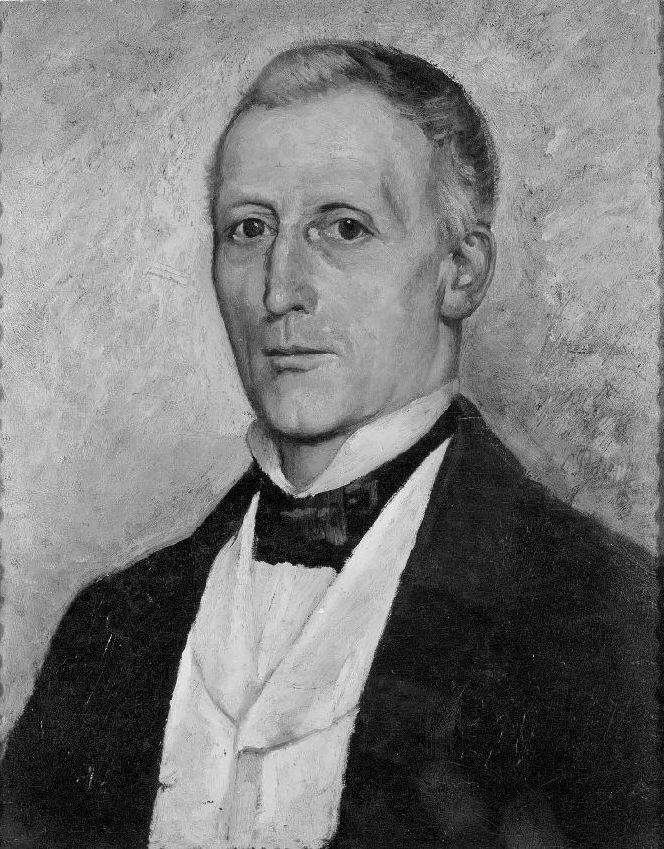
Portrait du père de l'artiste, 1873 (huile sur toile ; ; photographie de 1955 du KIK-IRPA), Liège, musée de l'Art wallon.

C'est l'insistance réitérée auprès de ses parents d'Auguste Chauvin, professeur et directeur de l'Académie, qui permet de « l'arracher à sa carrière d'employé ». Il peut donc s'inscrire à temps plein comme élève de l'Académie en 1862, où il va étudier jusqu'en 1867, suivant, entre autres, les cours d'Auguste Chauvin, Prosper Drion, Jean-Mathieu Nisen et Charles Soubre,,,. Dans son rapport du semestre d'hiver 1865, Chauvin note que Philippet est « non seulement le mieux doué de sa classe, mais le talent le plus complet qu'[il a] eu depuis qu'[il] donne le cours », ce qui reflète la satisfaction que produit le travail du jeune artiste chez ses professeurs.
La même année, Philippet se présente au prix de Rome belge, mais ne parvient pas à dépasser le stade du concours préparatoire. En 1866, il obtient une bourse de mille francs belges concédée par le conseil communal de la ville de Liège, qui lui permet de se rendre à Paris, où il va résider aux environs d'un an,. Il y étudie à l'atelier du peintre William Bouguereau ,,, et entre en contact avec l'école de Barbizon et le peintre Jean-François Millet,. De retour à Liège, il reprend les cours du semestre d'hiver 1866-1867 à l'Académie, y suivant les cours de dessin d'après nature, de peinture et de composition historique auprès d'Auguste Chauvin, et d'anatomie appliquée aux arts chez Jules Ansiaux. Il achève sa formation à l'Académie, muni des prix d'expression, de nature et de peinture, en 1867. La même année, il se représente au prix de Rome, mais, comme en 1865, il ne dépasse pas le stade du concours préparatoire.

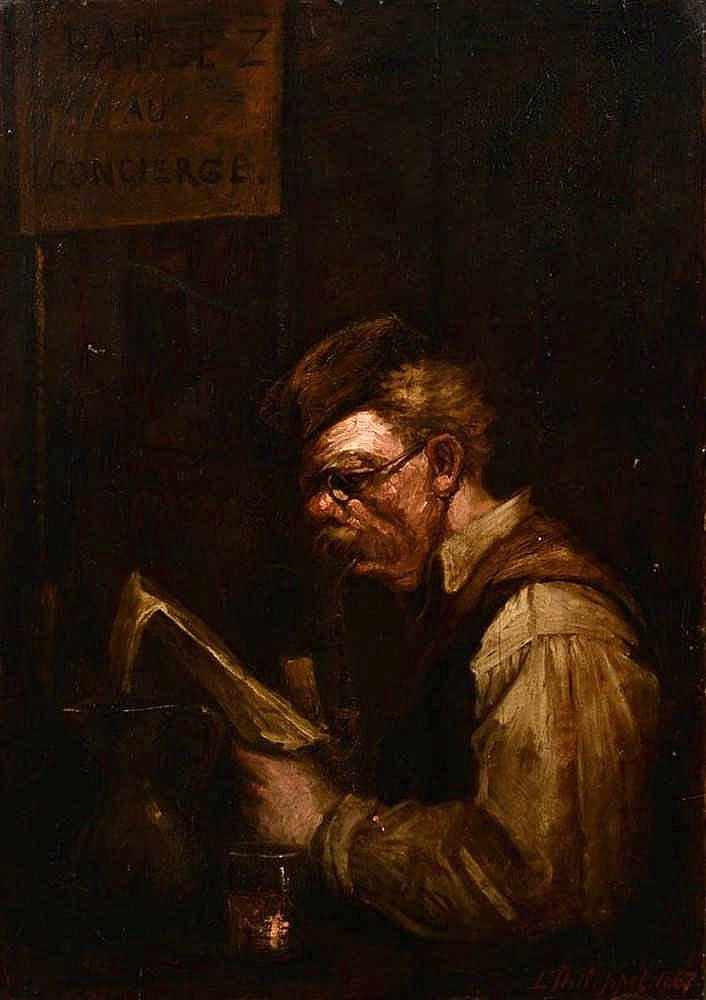
Parlez au concierge, 1867 (huile sur panneau ;), collection privée.

L'historien de l'art David Bronze mentionne plusieurs peintures de jeunesse de l'artiste, comme La Misère (1865), Pauvre Jean-Pierre ! (1865) et Parlez au concierge (1867), qui, bien que « réalisées dans un milieu extrêmement conservateur, témoignent de la volonté d'indépendance du jeune Philippet qui n'emprunte pas la voie que lui enseignent ses maîtres ». Il remarque également que ces toiles comptent « parmi les premières manifestations du réalisme social à Liège », car elles dénoncent la précarité dans laquelle vit le prolétariat et mettent en évidence le « caractère inégalitaire de la société de l'époque ».

### Le séjour en Italie (1867-1887)
En mai 1867, Léon Philippet obtient la bourse de la fondation Darchis pour voyager en Italie, et bien que celle-ci ne lui soit concédée que jusqu'en 1872, il reste à Rome pendant près de vingt ans, jusqu'en 1887,,,.
La bourse est concédée à Philippet le 15 mai 1867 pour une durée de cinq ans, à la suite de la demande effectuée par son père dans une lettre du 10 avril 1867,. Le peintre retarde néanmoins son départ pour l'Italie, qui n'a finalement lieu qu'en octobre 1868. Durant ce laps de temps, l'artiste réalise, entre autres, un dessin humoristique pour la revue estudiantine Le Parterre, et effectue onze caricatures pour L'Almanach des étudiants de Liège,. « On y perçoit déjà la marque de l'esprit primesautier de l'artiste. »

#### Vie à Rome, voyages et rencontre de Michelina Gismondi

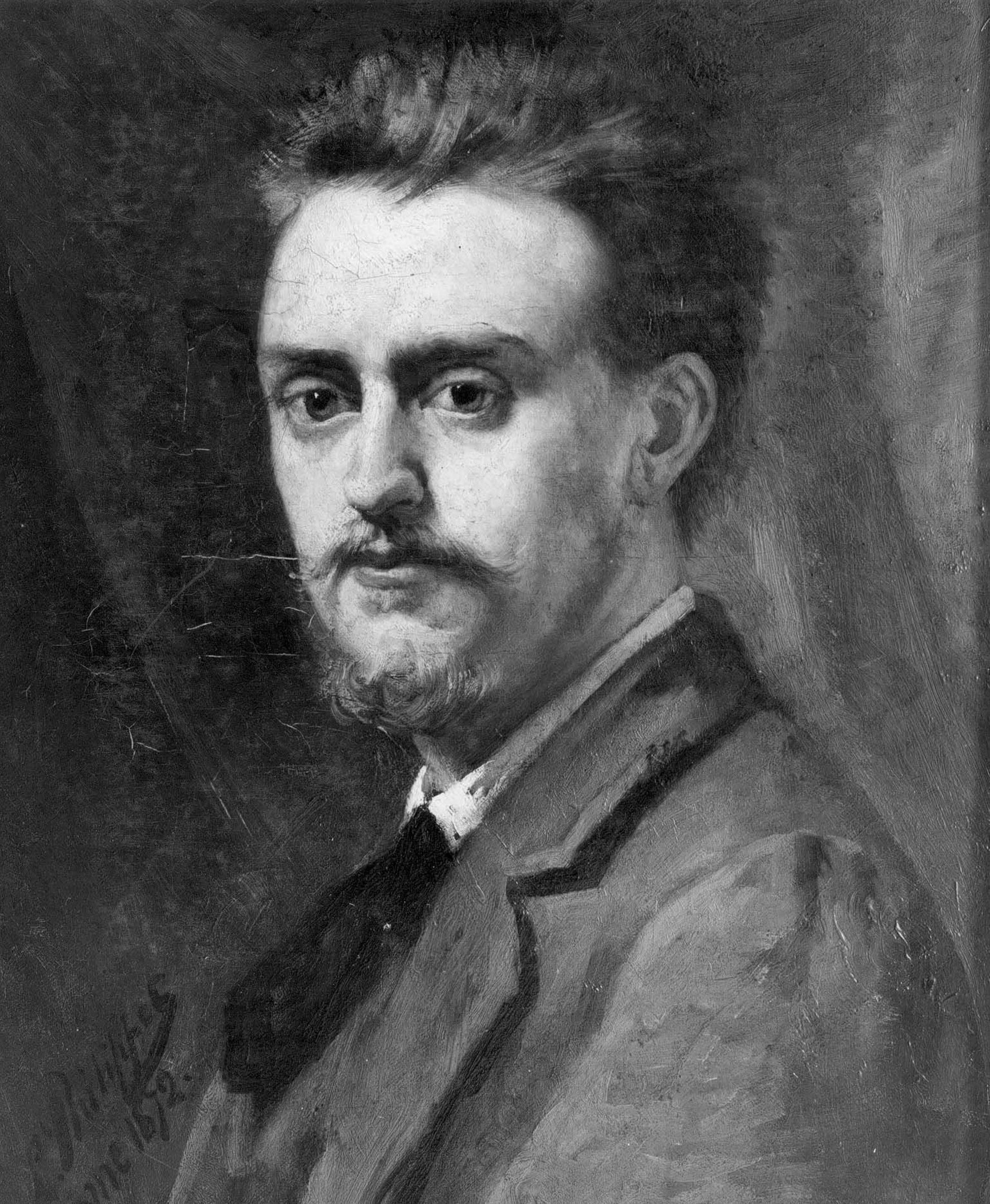
Portrait en buste de Léon Mignon, 1872 (huile sur toile ; ; photographie de 1944 du KIK-IRPA), Liège, musée de l'Art wallon.

Une fois arrivé à Rome, le peintre s'installe dans un des ateliers du peintre néerlandais Johan Hendrik Koelman (1820-1887), établi au no 56 de la via dell'Olmata. Cet atelier a été occupé de 1835 à 1837 par le peintre Antoine Wiertz, que Léon Philippet admire profondément. Durant ces premières années de son séjour, il se lie d'amitiés avec d'autres artistes belges, qui résident également à Rome ou y sont de passage, tels que le peintre Xavier Mellery, les sculpteurs Charles Brunin, Léon Mignon et Paul De Vigne, ou encore le musicien Franz Servais. Ensemble, ils forment « une véritable colonie artistique belge » à Rome.
L'artiste effectue de nombreuses excursions dans le reste de l'Italie durant son séjour romain. En 1872, il se rend avec Paul De Vigne dans les Apennins mais aussi à Naples et Pompéi, où il est accompagné de Gaston Marchant et de plusieurs pensionnaires de l'Académie de France,. Il visite aussi la vallée de l'Aniene, entre autres Tivoli et Castel Madama, le port d'Ostie, Saracinesco, Venise et Pérouse. Hormis ces excursions en Italie, plusieurs retours en Belgique,, un voyage réalisé en 1869 aux Pays-Bas, où il passe par Amsterdam, La Haye et Rotterdam, et un déplacement à Londres (vers 1885-1887) sont également documentés. En 1873, il voyage à Anvers après s'être inscrit pour la troisième fois au concours pour le Prix de Rome. Cette fois, il accède au stade du concours définitif,, avec l'œuvre Saint Laurent apportant ses richesses au préfet romain, mais n'y remporte aucun prix ou mention. Durant tout son séjour romain, l'artiste participe habituellement aux salons belges, comme le Salon de Bruxelles, le Salon d'Anvers ou le Salon de Gand. Ces participations sont, en plus d'une occasion, le motif d'un retour en Belgique.

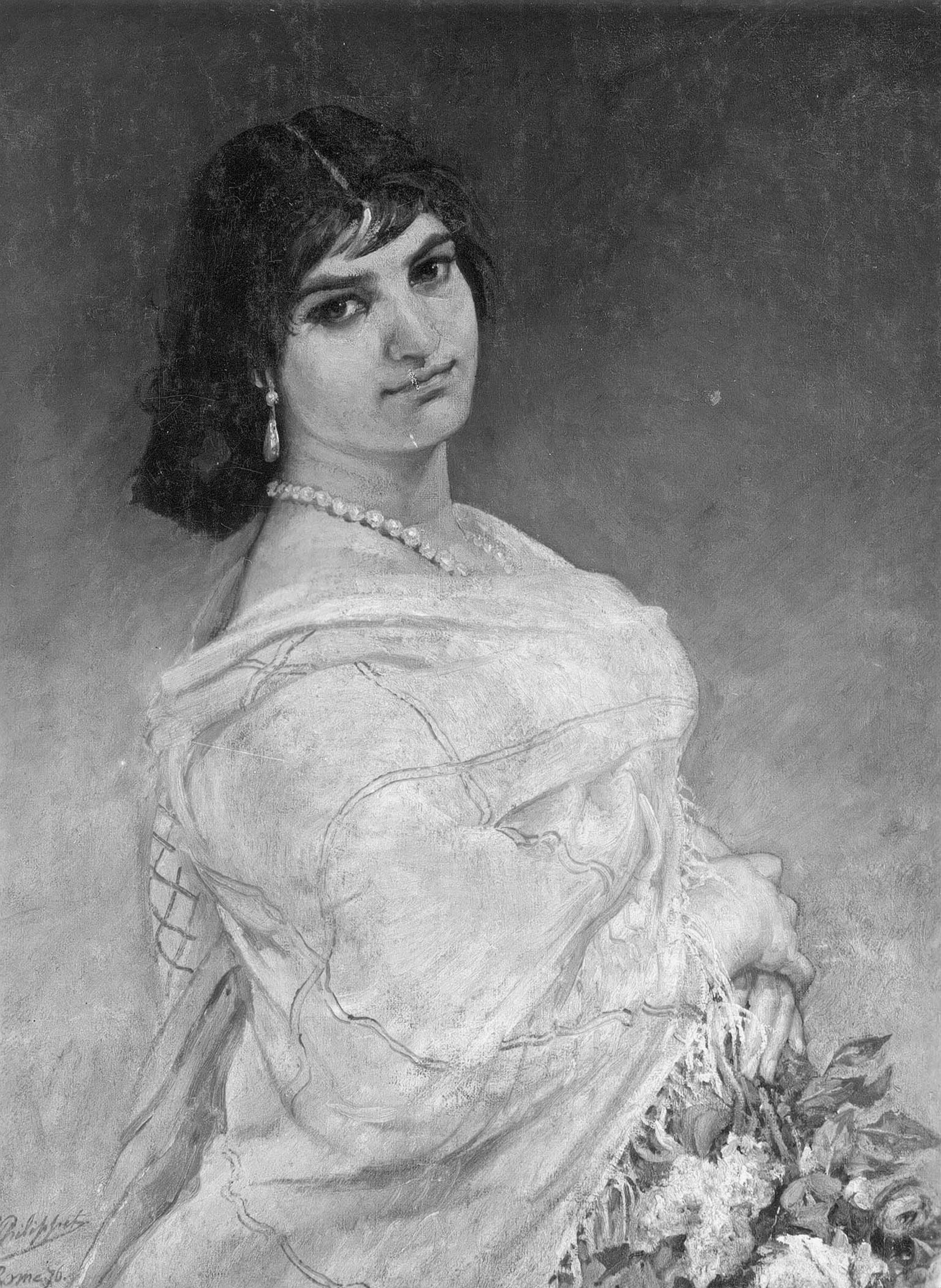
La Romaine, 1876 (huile sur toile ; ; photographie du KIK-IRPA), Liège, musée de l'Art wallon.

À Rome, Philippet rencontre Michelina Gismondi et fonde une famille avec elle,,. Elle lui sert de modèle pour plusieurs toiles, dont probablement le portrait La Romaine, réalisé en 1876 et surtout le portrait Michelina Gismondi de la même année, son chef-d’œuvre dans ce genre artistique,, conservé à La Boverie,. L'historienne de l'art Gaëtane Warzée indique qu'« elle était originaire du village de Castel Madama, dans le Latium dont la population en mal d'argent venait se proposer comme modèle aux nombreux artistes établis dans la Ville Éternelle ». Le couple a plusieurs enfants : Mathilde Maria en 1873, Giovanna en 1876, et enfin Léon et Léonilde en 1882.
En 1876, il se met en contact avec son ami Adrien de Witte pour le prévenir qu'une pension de la fondation Darchis va bientôt se libérer. Ce dernier obtient finalement la bourse début 1879 et dès le mois de février de la même année s'installe à Rome, avec l'aide de Philippet, dans l'atelier de la via dell'Olmata,. De Witte y reste jusqu'en 1881 et dans la capitale italienne jusqu'en septembre 1884,. De Witte et Philippet « flânent fréquemment dans la ville » accompagnés du sculpteur Joseph Pollard et de l'écrivain Henri Simon.

#### Les«scènes romaines»

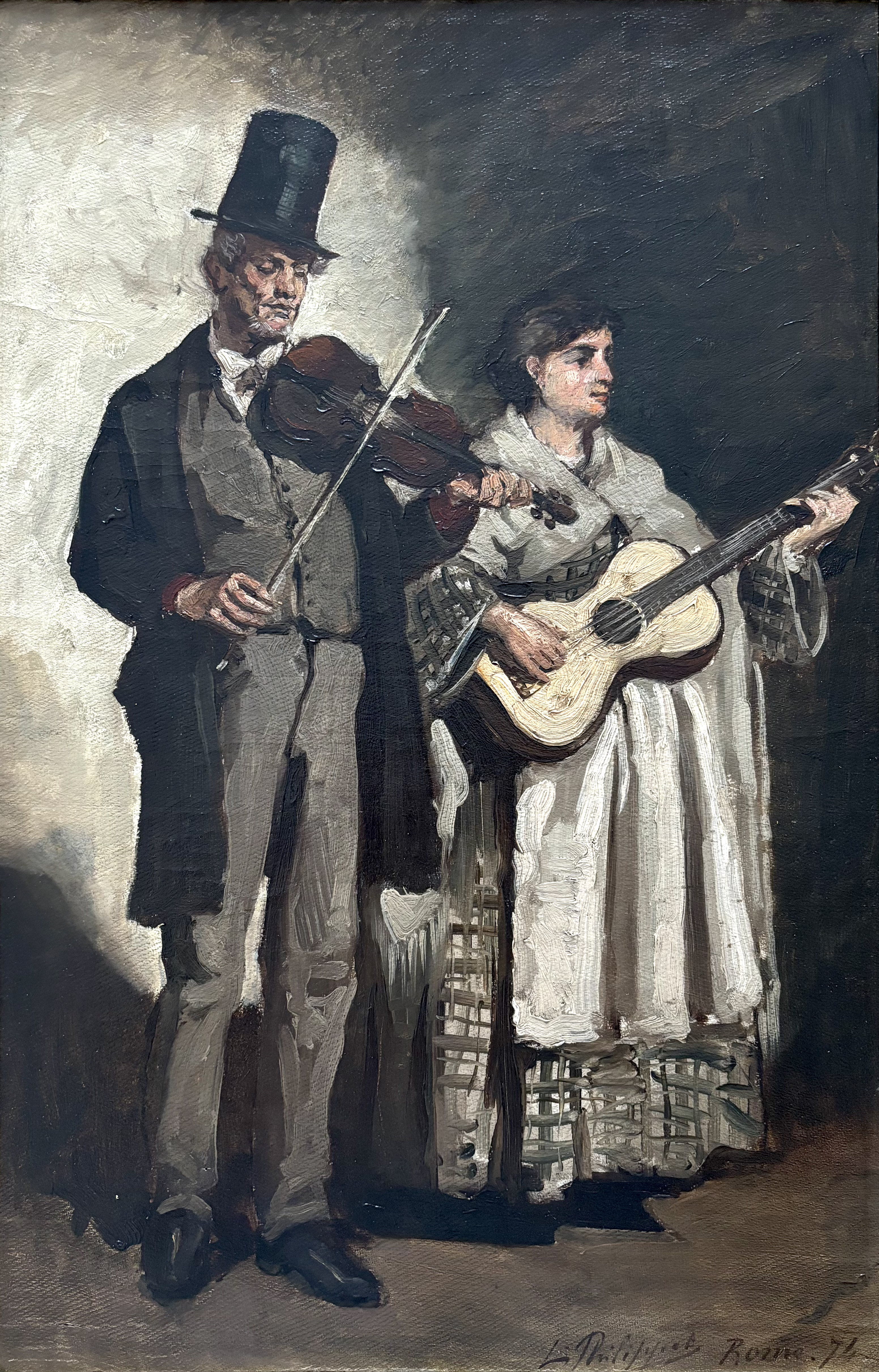
Musiciens (Rome), 1874 (huile sur toile ;), collection privée.

Au contact de l'Italie, le peintre délaisse « les musées et l'étude des antiques pour se tourner presque uniquement vers la représentation de la réalité populaire », devenant ainsi « le témoin de la vie citadine au quotidien ». Il y peint donc surtout ce que divers critiques qualifient de « scènes romaines »,,. Le critique d'art et conservateur de musée Jules Bosmant résume les sujets habituels qui y sont traités : « toute la vie romaine d'il y a cinquante ans, avec ses bandits sympathiques, ses moines effrontés, ses adolescents violents, ses filles superbes, ses vieilles à la fois nobles et canailles, ses fêtes débridées, sa dévotion brutale, sa passion du jeu, son goût du plein air, ses gestes rudes et ses attitudes théâtrales […] ».
David Bronze note que les tableaux italiens de Philippet constituent plus d'un tiers de son œuvre peint, et que, dans ceux-ci, l'artiste « va même jusqu'à renforcer le caractère pittoresque de certaines scènes, en conférant aux protagonistes une gestuelle théâtrale qui […] donne l'impression que les épisodes qu'il dépeint sont issus d'opéras-comiques ». Comme aucune œuvre de Philippet n'est présente dans les collections publiques italiennes, il déduit que la clientèle de l'artiste est principalement belge et trouve dans les toiles de l'artiste « un moyen d'échapper à son quotidien ». Dans ce contexte, « les scènes de genre italiennes de Philippet peuvent être ainsi comparées aux réalisations des orientalistes, qui offraient également aux voyageurs imaginaires la possibilité d'une escapade culturelle ».
Certaines des peintures les plus représentatives de cette production sont par exemple : La Canzonetta (1870), Rixe (1874), L'Assassiné (1876), La Fête de la grand'mère (1881), Cabaret de Rome (1883), Carnaval à Rome (vers 1885) et La Course des barberi (1885),,. Dans un style tout à fait différent, il réalise en 1882-1883 un panorama dépeignant la défense de Rome par Giuseppe Garibaldi le 3 juin 1849 contre les troupes françaises, qui est exposé dans de nombreuses villes du monde les années suivantes,,.

#### Les«Ateliers belges»

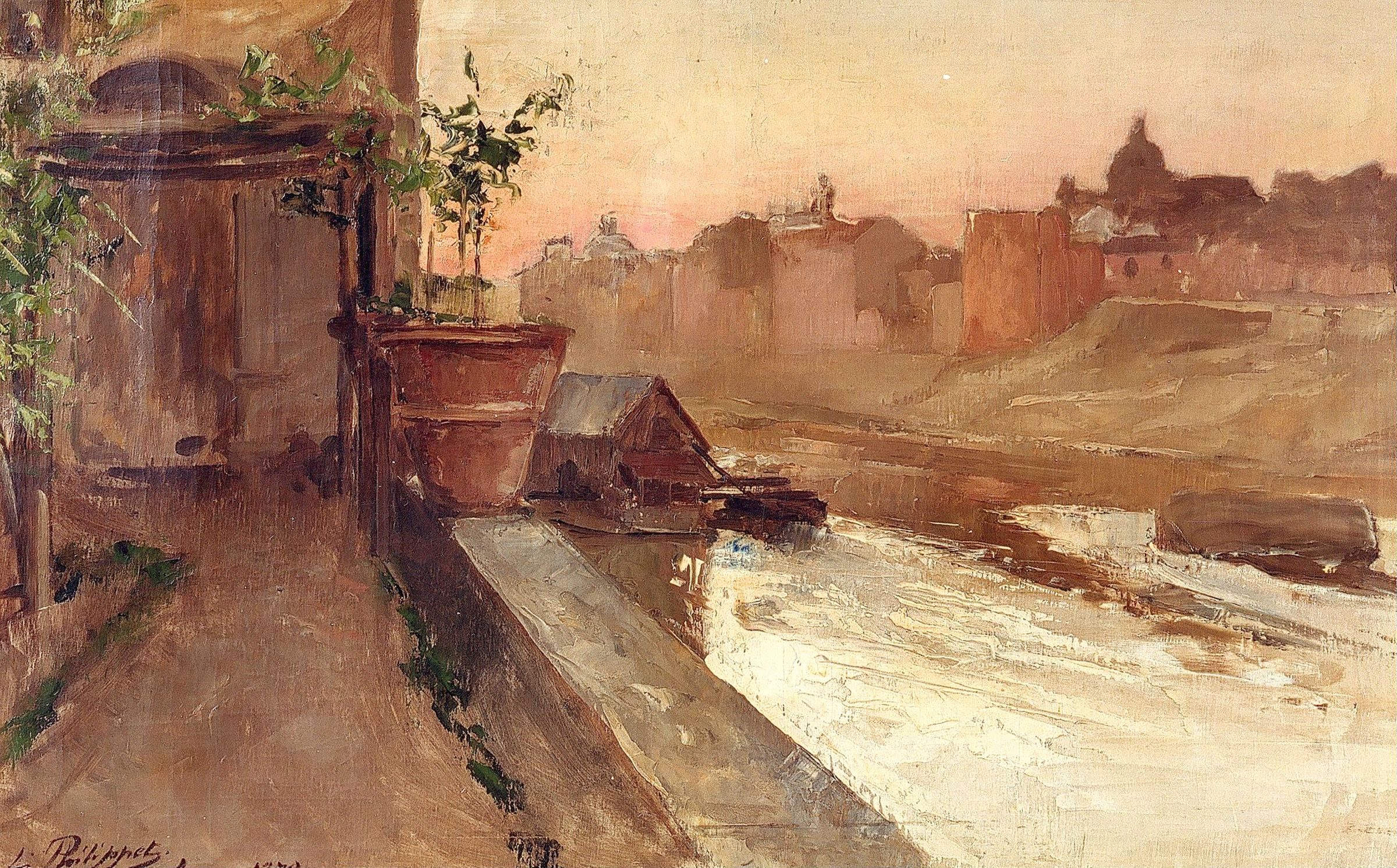
Le Tibre à Rome, 1878 (huile sur toile ; ; photographie de 2001 de Jacques Declercq du KIK-IRPA), Liège, musée de l'Art wallon.

Divers auteurs soulignent qu'en 1877, il crée les « Ateliers belges » (future Académie belge de Rome, équivalent belge de l'Académie de France à Rome) qu'il dirige jusqu'en 1884,,,,. David Bronze nuance néanmoins cette affirmation, indiquant que la première académie belge de Rome (Academia Belgica) ne se fonde qu'en mai 1939 et que les précédentes tentatives de création d'une telle institution échouent toutes. Pour Bronze, les « Ateliers belges » mentionnés par les autres auteurs font probablement référence à une demande faite à la classe des Beaux-Arts par le peintre Jean-François Portaels en mars 1873 qui consiste à créer une institution permanente à Rome afin d'accueillir les artistes belges,. Cette demande s'appuie sur une pétition de janvier 1873 signée par divers artistes belges ayant résidé ou résidant à Rome, comme Léon Philippet, Gaston Marchant, Xavier Mellery, Charles Brunin, Félix Nisen, Jan Van den Eeden ou Ernest Dieltiens,. Bien que l'initiative soit reçue favorablement, l'arrêté royal la consacrant ne paraît qu'en 1880 et les « Ateliers du gouvernement » qui en résultent semblent n'être fonctionnels qu'à partir de 1884 et perdurent jusqu'en 1900.
Même si Léon Philippet n'a donc peut-être pas dirigé « officiellement » les « Ateliers du gouvernement » de 1877 à 1884, David Bronze considère que l'artiste, vu son long séjour en Italie, a probablement joué « un rôle important dans la prise en charge de ses compatriotes artistes ».

### Retour en Belgique et dernières années (1887-1906)

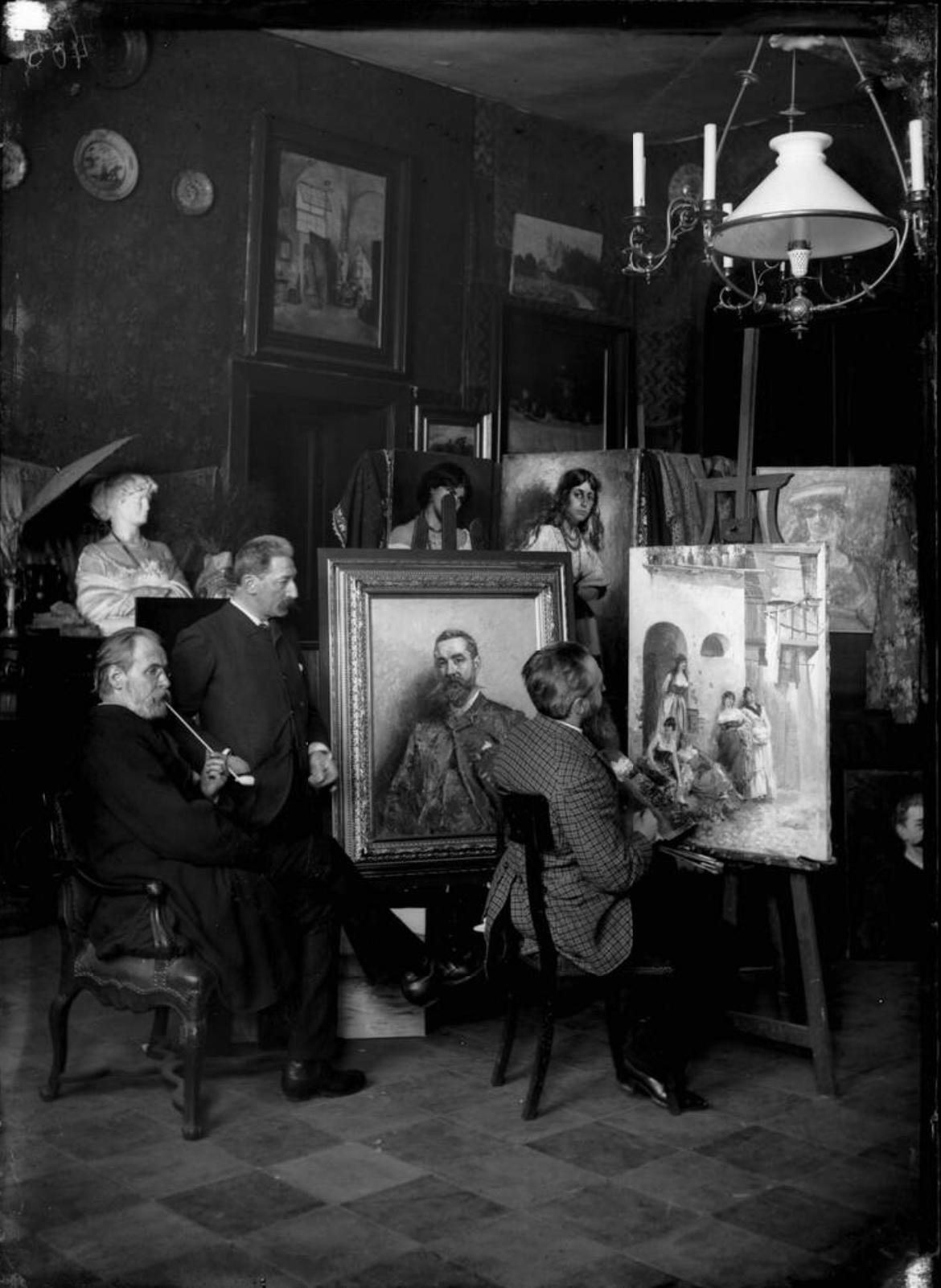
Léon Philippet (à droite) travaillant dans son atelier de Liège, vers 1890 (tirage photographique noir et blanc ;), Liège, musée de la Vie wallonne.

Philippet rentre à Liège en 1887,, dans des circonstances qui laissent penser à un départ précipité de Rome. En effet, il abandonne son fonds d'atelier, qui n'est ordonné et renvoyé en Belgique par Alexandre Marcette que bien plus tard, et il rentre en Belgique uniquement accompagné de son fils Léon. En 2016, Gaëtane Warzée s'interroge toujours : « Michelina et le reste de la famille ont-ils péri dans une de ces terribles épidémies qui ravagent encore l'Italie à cette époque ? Le mystère reste entier. » Déjà en 2003, David Bronze n'est pas parvenu à répondre à cette même question.

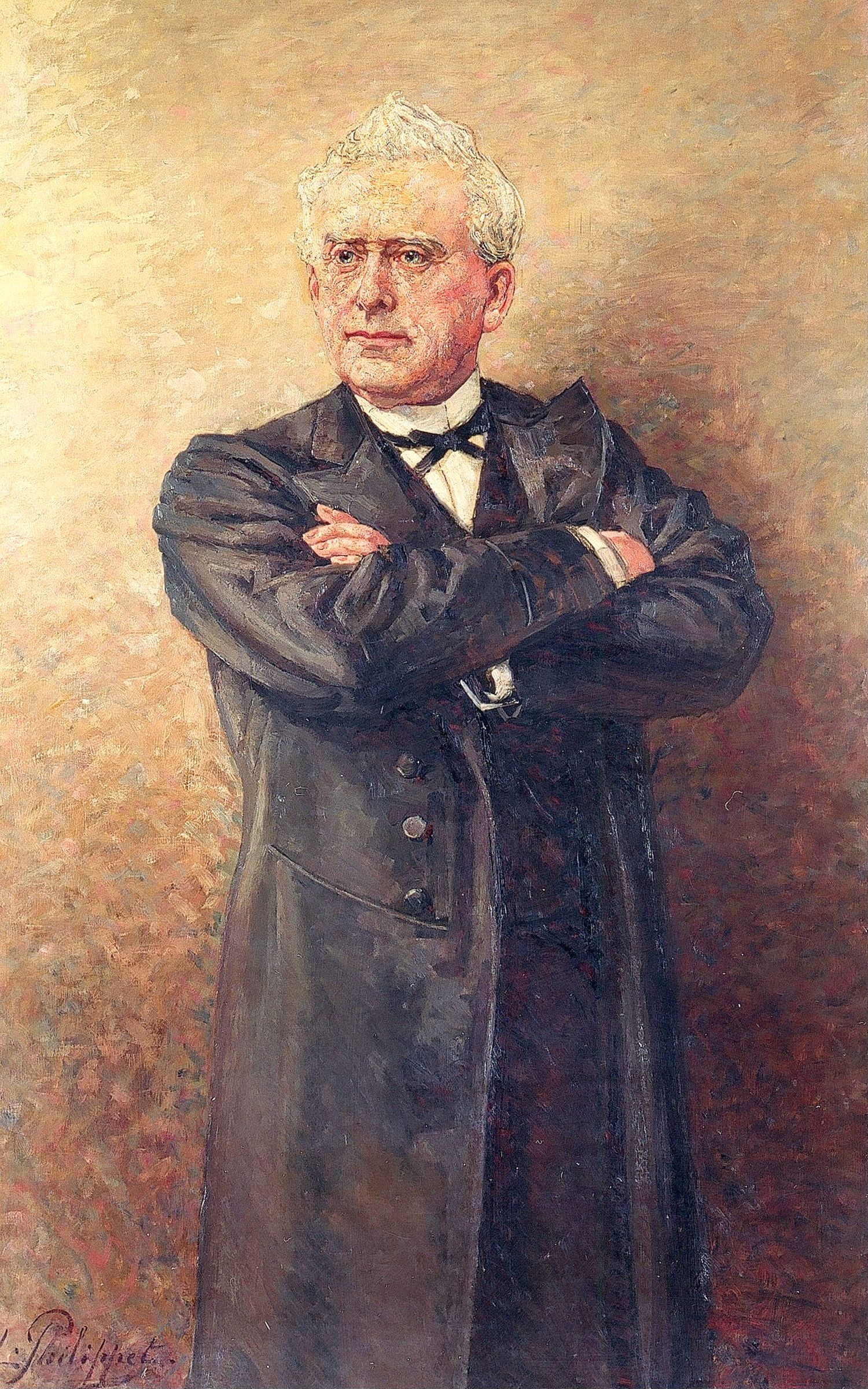
Portrait de Frère-Orban, vers 1897 (huile sur toile ; ; photographie de 2001 de Jacques Declercq du KIK-IRPA), Liège, musée de l'Art wallon.

Son ami et mécène Henri Orban (probablement l'un des nombreux descendants d'Henri-Joseph Orban) lui installe un atelier au Mont Saint-Martin à Liège,. Il réside également chez son ami Hubert Bellis à Schaerbeek. Il centre son œuvre davantage vers la réalisation de portraits et de paysages du littoral belge, des Ardennes, et des environs de Liège et de Bruxelles,,. Selon David Bronze, Philippet produit durant cette période des œuvres de qualité fort variable, et cela est provoqué, selon Yolande Dumont, par un excès d'alcool, ou, selon Charles Delchevalerie, par une privation de lumière,.
En 1897, il présente sa candidature pour remplacer, en tant que professeur de peinture à l'Académie royale des beaux-arts de Liège, Émile Delperée qui est décédé l'année précédente,,. C'est finalement Évariste Carpentier qui est retenu pour le poste, obtenant 18 votes contre 13 en faveur de Philippet lors du conseil communal du 28 juin 1897. Vu que la nomination se fait à huis clos, les raisons pour lesquelles les jurés ont préféré Carpentier à Philippet ne sont pas connues, mais David Bronze émet l'hypothèse que l'alcoolisme dont souffre Léon Philippet à l'époque puisse avoir joué un rôle dans la décision finale.
Durant cette période, l'artiste expose habituellement au Cercle royal des Beaux-Arts de Liège, et participe à divers salons artistiques en Belgique, dont Anvers, Bruxelles, Gand et Mons. En 1891, le Cercle artistique et littéraire de Bruxelles organise une exposition monographique qui lui est consacrée et où sont exposées 73 de ses œuvres. Enfin, la Société d'émulation organise à Liège en avril 1903 une Rétrospective Léon Philippet où sont exposées une centaine de toiles de l'artiste.
Le 2 novembre 1906, « l'artiste qui ne sut ni voulut jamais faire de concession, pas plus aux puissants qu'au public, tout à son art, meurt pauvre, auprès de son fils » à Bruxelles,,,.

## Œuvre

### Style et techniques artistiques
Bien qu'il soit aussi dessinateur, Léon Philippet est surtout un peintre de scènes de genre, de portraits et de paysages,,,.
Philippet est un réaliste,,, influencé par Carolus-Duran et Gustave Courbet,,,, dont les « œuvres, peintes avec fougue et saisissant le vif du sujet, font preuve d'un sens aigu de l'observation […] ». Le critique d'art Jacques Parisse le présente en ces termes :

« Comme Courbet qui ne fut pas sans influence sur son art, Léon Philippet est enfin descendu dans la rue. C'est par lui que le réalisme a touché notre peinture, qu'en s'attachant à peindre la vie truculente, spumante, parfois dangereuse des quartiers populaires romains, il lui a rendu du nerf et fait perdre de cette mauvaise graisse qui lui donnait une allure vite essoufflée. Léon Philippet préfère la vie populaire à la vie des champs et aux ruines : il choisit la vie de ses contemporains, non des têtes célèbres, mais celle de la mère défendant le seuil de sa maison, celle des enfants à leur jeux, ou encore, scandaleux comme l'Olympia de Manet, le cadavre couché de L'Assassiné. »

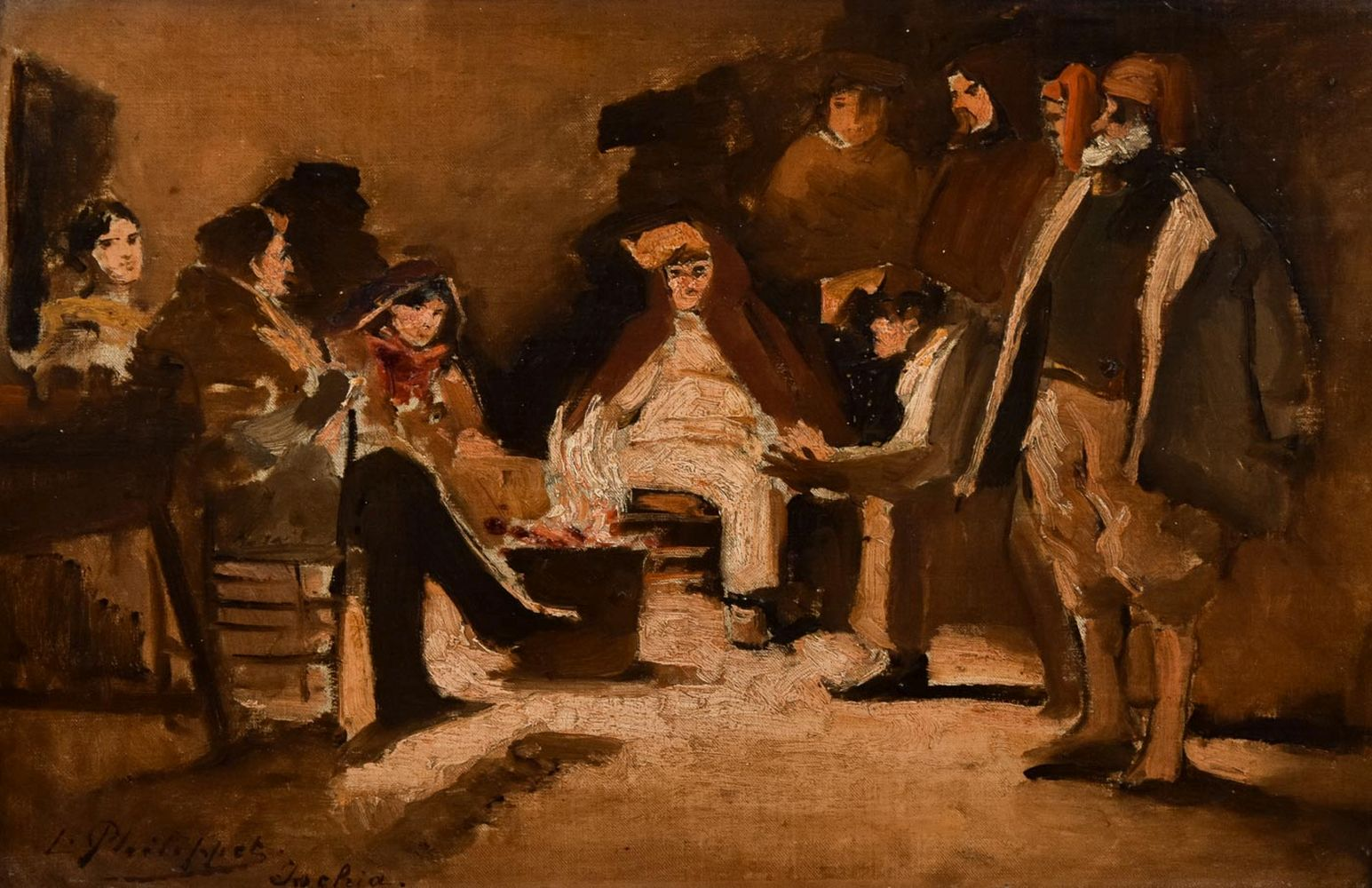
Ischia, avant 1887 (huile sur panneau ;), collection privée.

Durant sa période romaine, surtout à partir de 1880, il commence à utiliser une palette de couleurs plus claires et développe une vision de la lumière qui en fait un précurseur de l'impressionnisme en Belgique,. Un article du journal La Meuse paru peu de temps après le décès l'artiste soutient que, dans la mesure où, en Italie, Philippet peint la lumière et la nature telles qu'il les perçoit, « il peut être considéré comme un novateur, comme un impressionniste au bon sens du mot ». Pour sa part, l'historien de l'art Paul Piron remarque que Philippet peint à Rome « des compositions exubérantes avec beaucoup de personnages et y découvre l'importance de la lumière ». Enfin, Jacques Goijen (d) le décrit comme « un peintre de plein air peignant des scènes et des types locaux. C'est aussi un amoureux de la rue et du peuple qui déferle dans les ruelles où pendent des linges bariolés et sur les places éclaboussées de soleil. C'est un impressionniste avant la lettre ! ».
David Bronze ne partage pas cet avis, et considère que, même si l'artiste « va […] jusqu'à réaliser des œuvres qui témoignent d'un intérêt manifeste pour le rendu des qualités atmosphériques et d'une attirance pour les jeux de la lumière sur les formes », la lumière « n'en est jamais le sujet principal » et donc que Philippet « reste attaché à la matérialité des choses et doit tout simplement être considéré comme un réaliste sensible à la lumière ».

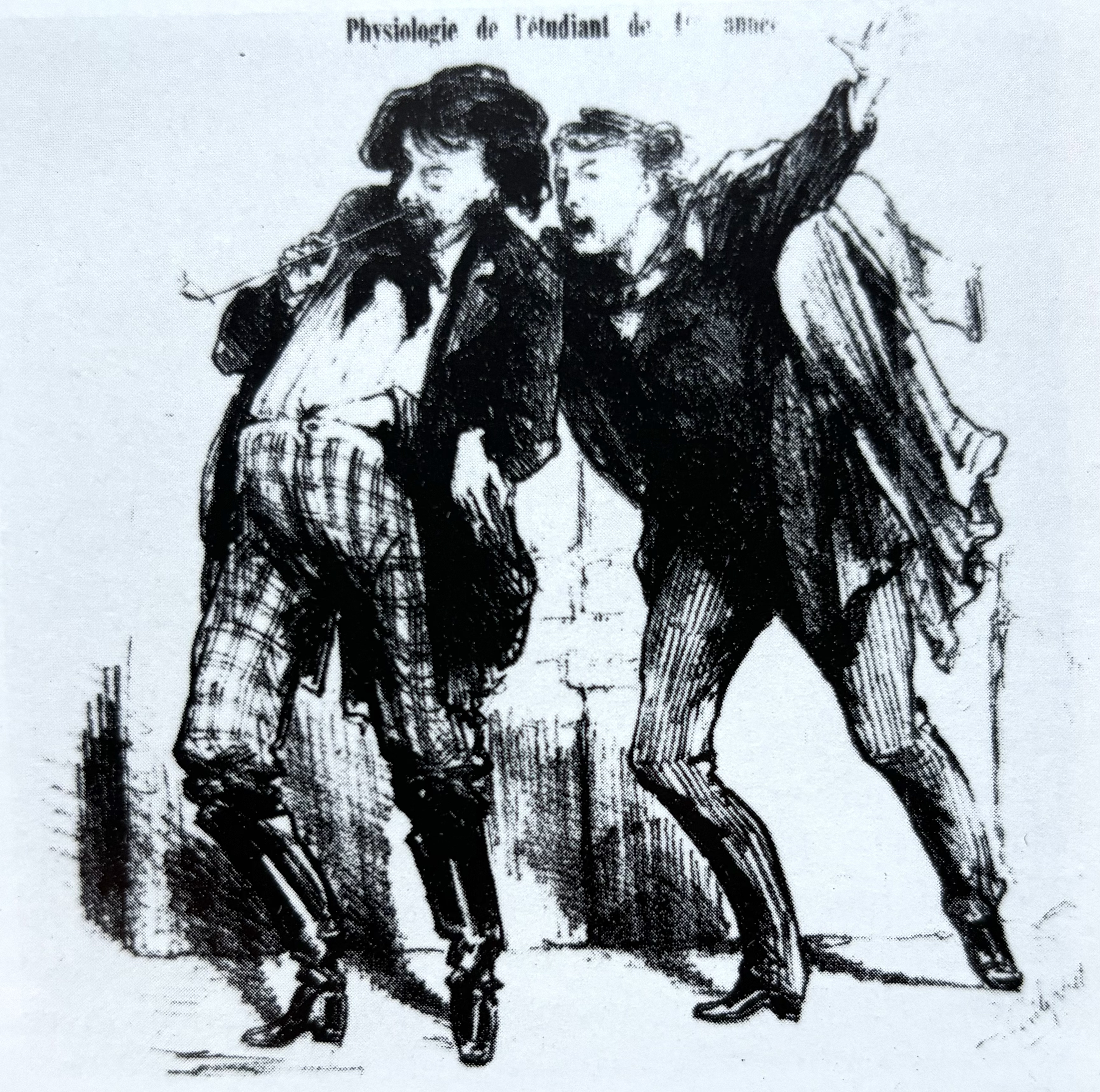
Physiologie de l'étudiant de première année, 1868 (lithographie ; illustration de l'Almanach des étudiants de Liège) Liège, musée de la Vie wallonne.

Léon Philippet a également réalisé quelques planches satiriques, dont une série de onze lithographies publiées en 1868 dans L'Almanach des étudiants de Liège et intitulée Physionomie de l'étudiant de première année,. Il y dépeint « avec beaucoup de saveur les joyeuses étapes de la vie bohème d'un jeune bleu : le traditionnel baptême duquel il rentre complètement ivre, les « guindailles », les amourettes et, enfin, le cauchemar de la nuit précédant l'examen ».
Enfin, l'artiste effectue plusieurs travaux de décoration au cours de sa carrière artistique, principalement entre 1874 et 1886 (pour plus de détail, voir la section des œuvres décoratives).

### Peintures

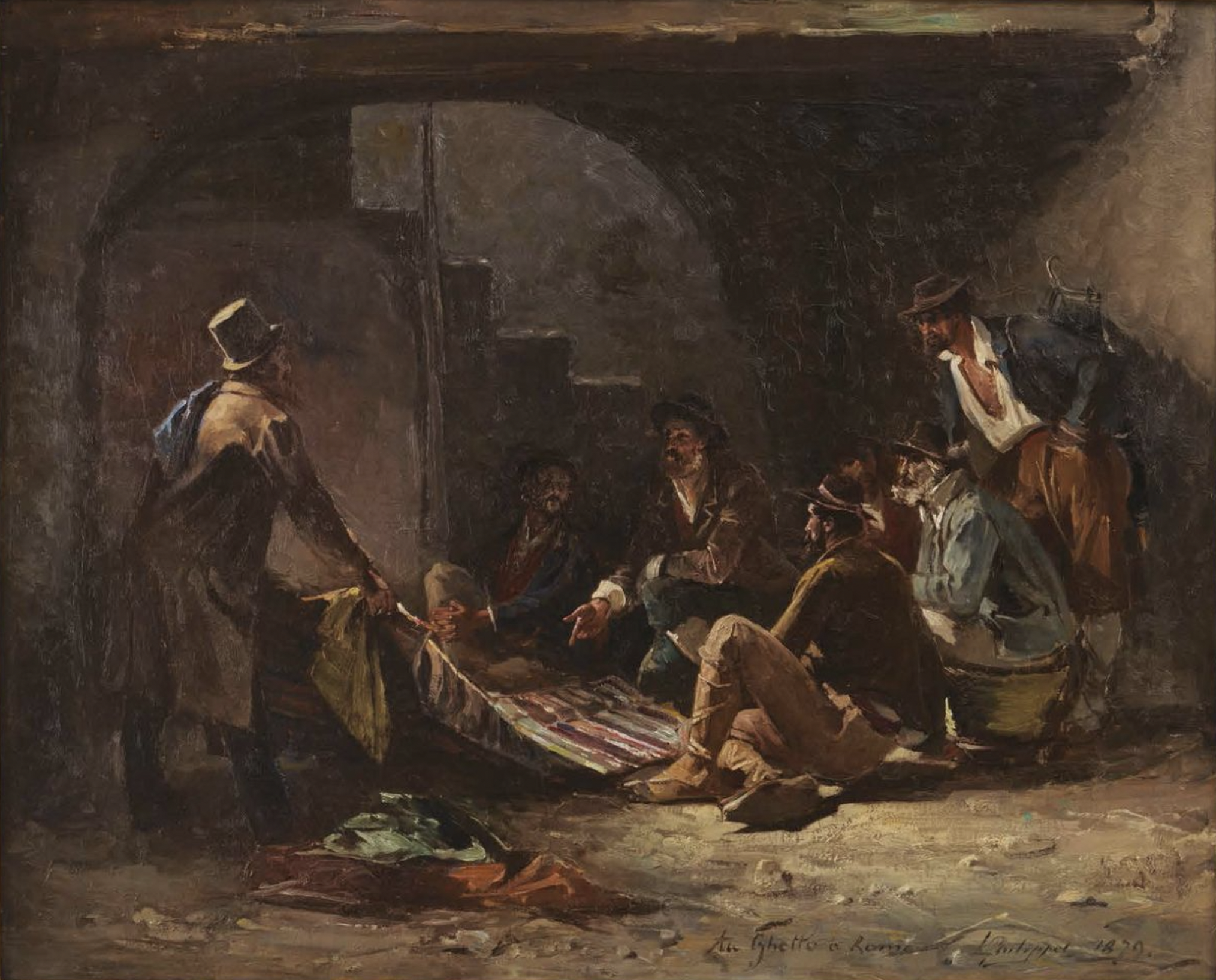
Au Ghetto à Rome, 1879 (huile sur toile ;), collection privée.

Jules Bosmant voit en Philippet « un peintre étonnant autant qu'un observateur scrupuleux de la nature […] dont on [peut] tout de suite affirmer qu'il apport[e] un aspect nouveau de la lumière ». Pour lui, ses œuvres, « fortes, claires, chaudes », sont remplies d'une « fougue admirable » et d'un « tempérament généreux ». Il pointe également qu'il faut voir « ces scènes violentes ou pittoresques, ces compositions assez savantes pour ne point le paraître, pour apprécier l'ardeur et l'élan de cette organisation nerveuse ». Pour sa part, Emmanuelle Sikivie estime que, dans la peinture de Philippet, « [—] les couleurs rayonnent, la pâte est vigoureuse et les détails anecdotiques savoureux ».
Comme l'observe Jacques Goijen, la peinture de Philippet se transforme au contact de l'Italie, passant d'une « facture grasse et savoureuse » vers 1870 que l'on retrouve dans La Canzonetta et Le Charlatan à un certain luminisme, qui ne diminue pourtant en rien la force expressive de son art,. « Cette lutte entre le brun et le blanc, entre l'obscurité et la lumière » se poursuit jusqu'à la fin de la vie de l'artiste, mais lui permet de créer une manière fort personnelle de peindre,,.

#### La Canzonetta(1870)

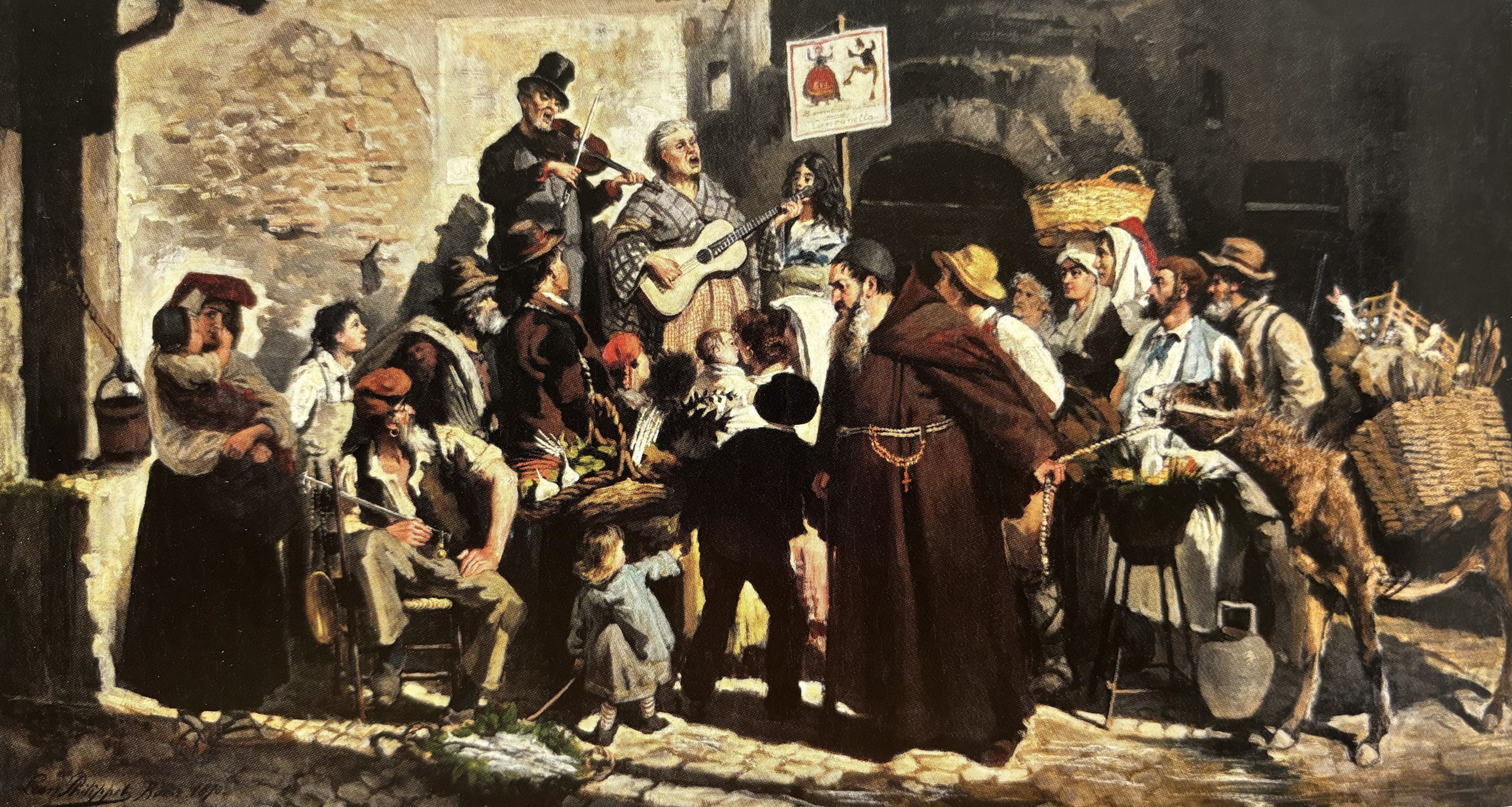
La Canzonetta, 1870 (huile sur toile ; Inv. La Boverie no BA.WAL.05b.1922.2674 ;), Liège, La Boverie.

Œuvre acquise en 1922 par le musée des Beaux-Arts de Liège au fils de l'artiste, Léon Philippet fils. Gaëtane Warzée décrit dans le catalogue des collections du musée des beaux-arts de Liège de 2018 cette curieuse représentation d'un concert improvisé dans une ruelle des quartiers populaires de Rome :

« Ce concert de fortune au coin d'une rue est prétexte à montrer les personnages pittoresques qu'on croise dans l'Italie de la fin du XIXe siècle. Les zingari créent l'événement. Ces bohémiens chantent accompagnés d'une guitare et d'un violon, contant dans leur Canzonetta l'histoire de deux amoureux comme l'indique le panonceau posé à leurs côtés. Un public bigarré leur prête l'oreille : hommes et femmes du peuple revenant du marché, enfants, mendiants, jeune mère et son bébé sont arrêtés là. Seul à l'avant-plan, un moine franciscain tirant son âne traverse la composition sans se soucier des musiciens, ce qui n'est pas du goût du quadrupède, effrayé sans doute, qui renâcle à continuer sa route. Les visages des badauds représentés sont très individualisés. »

#### Mère et Fils(vers 1871)

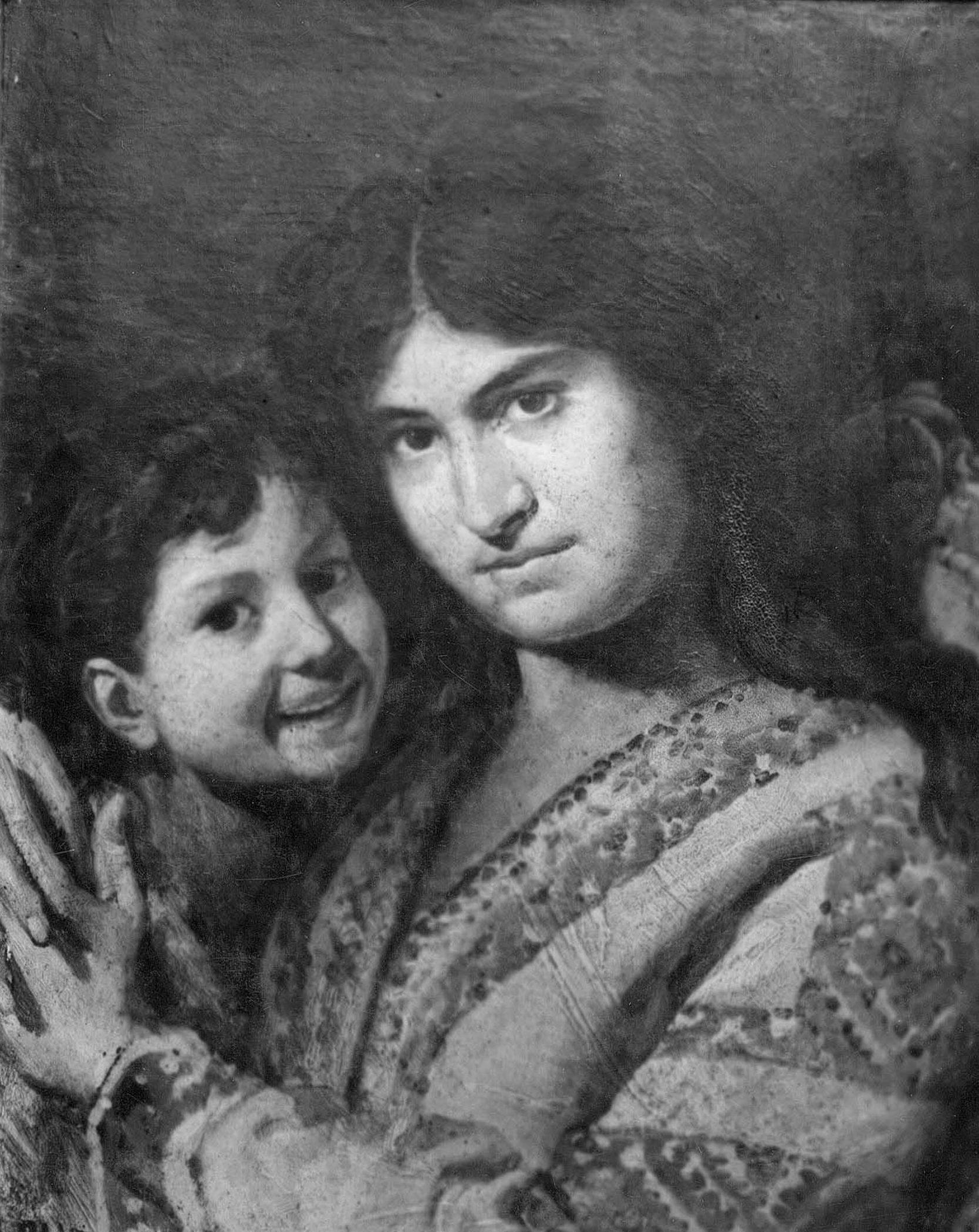
Mère et fils, vers 1871 (huile sur toile ; ; photographie de 1944 du KIK-IRPA), Liège, musée de l'Art wallon.

Dans Mère et Fils, Léon Philippet représente un garçonnet, dont on ignore l'identité, aux côtés de son épouse Michelina. Le tableau, bien que non daté, aurait été effectué en 1871 d'après Yolande Dumont et fait partie des collections du musée des Beaux-Arts de Liège. Une reproduction de l'œuvre sert de parure au salon d'art rétrospectif et moderne ouvert au Musée des Beaux-Arts de Liège en 1920-1921 par l'Association des Anciens Élèves de l'Académie.

#### L'Assassiné(1876)
Tableau acquis en 1891 par les musées royaux des Beaux-Arts de Belgique, dont il existe une esquisse peinte à La Boverie, et plusieurs dessins préparatoires conservés à l'administration communale de Seraing,,. La toile définitive est exposée lors du Salon d'Anvers de 1876 et de la XXXe Exposition triennale du Salon de Gand de 1877.
Dans le catalogue des collections du musée des beaux-arts de Liège de 2018, Gaëtane Warzée observe que la toile « représente l'agonie d'un homme poignardé en pleine rue » et qu'« auprès du corps s'agglutinent les femmes du voisinage, un gendarme venu constater le délit et un pénitent noir appelé sur les lieux pour assister le mourant ». L'œuvre est typique de sa production de « scènes romaines », et dans le cas présent l'artiste y dépeint l'un de ces « faits divers sordides où disputes et rixes mènent parfois jusqu'au crime ».
Pour sa part, David Bronze replace davantage la scène représentée dans son contexte historique, expliquant qu'« à cette époque, tout cadavre découvert sur la chaussée y restait jusqu'à l'arrivée des autorités, veillé par un gendarme et un frère de la bonne mort chargé de recueillir les dons des passants afin de dire des messes pour le salut du défunt ». Il pointe ensuite que ce type d'« épisodes tragiques » devaient être habituels à Rome car des peintres tels que Michele Cammarano et Carolus-Duran ont aussi représenté ce genre de thématique.
Lorsque l'artiste présente ce tableau au Salon de 1879 organisé par l'Association pour l'encouragement des beaux-arts de la ville de Liège, la réception critique n'est pas au rendez-vous. Dans un article du 21 mai 1879, le journal La Meuse trouve que « le dessin est correct, les poses naturelles, les physionomies vraies et variées » mais ne voit pas qu'il y ait « un corps dans cette robe du Frère de la mort qui […] semble pendue à la muraille », ni qu'il y ait, « entre la borne et la porte, la place nécessaire pour emboîter la tête de l'assassiné ». L'auteur de l'article considère que l'artiste « s'égare parfois », qu'il « aspire à la grande peinture et se lance bravement au milieu des plus ardues difficultés de composition et de couleur, sans peut-être posséder encore l'expérience et la maturité nécessaires pour les vaincre complètement ». Il concède néanmoins que « ces tentatives courageuses sont louables et dignes de sympathie ». L'expression « nul n'est prophète en son pays » semble refléter fidèlement la difficile relation que l'artiste maintient avec le public et la critique liégeoise, comme le remarquent par la suite Jules Bosmant et Jacques Parisse (pour plus de détail, voir la section de réception critique).

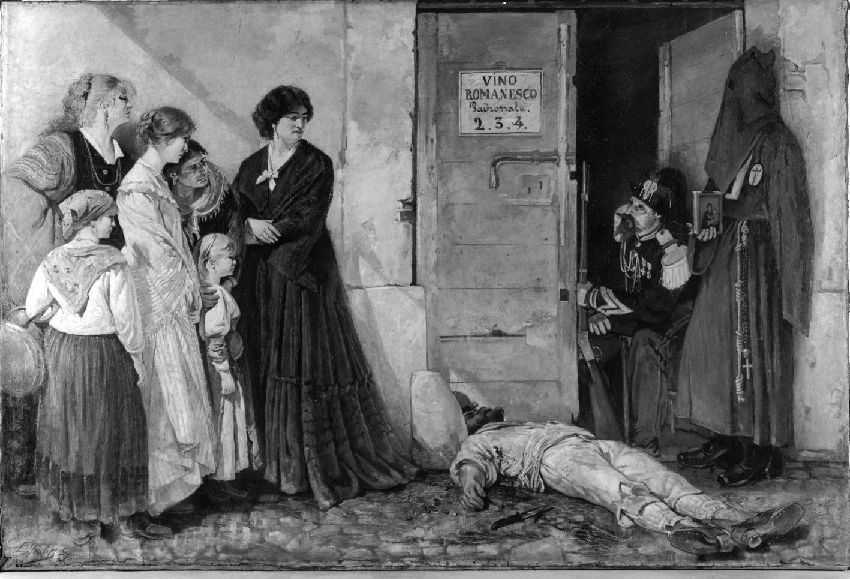
L'Assassiné, 1876 (huile sur toile ; Inv. musées royaux des Beaux-Arts de Belgique no 3220 ; 240 × 353 cm ; photographie de 1998 de Jacques Declercq du KIK-IRPA), Bruxelles, musées royaux des Beaux-Arts de Belgique.
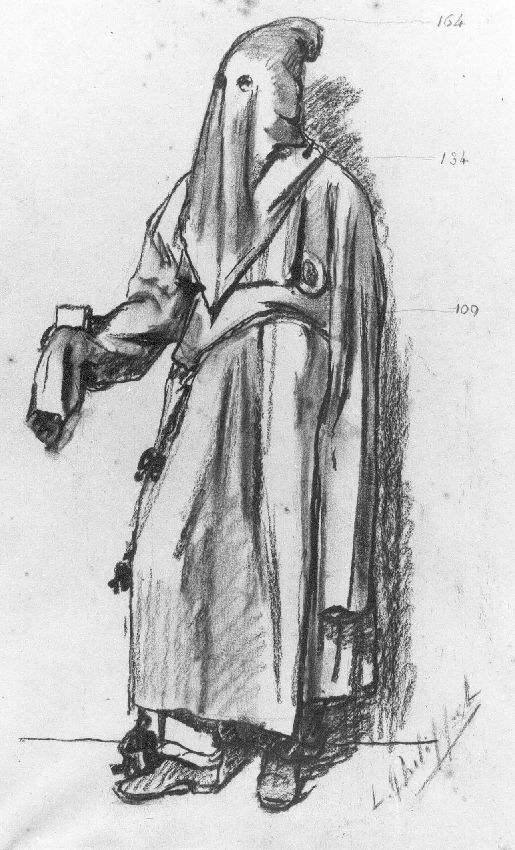
Le Moine à la cagoule, non daté (dessin ; étude pour L'Assassiné ; 42 × 26 cm ; photographie de 1991 de Jacques Declercq du KIK-IRPA), Seraing, administration communale.
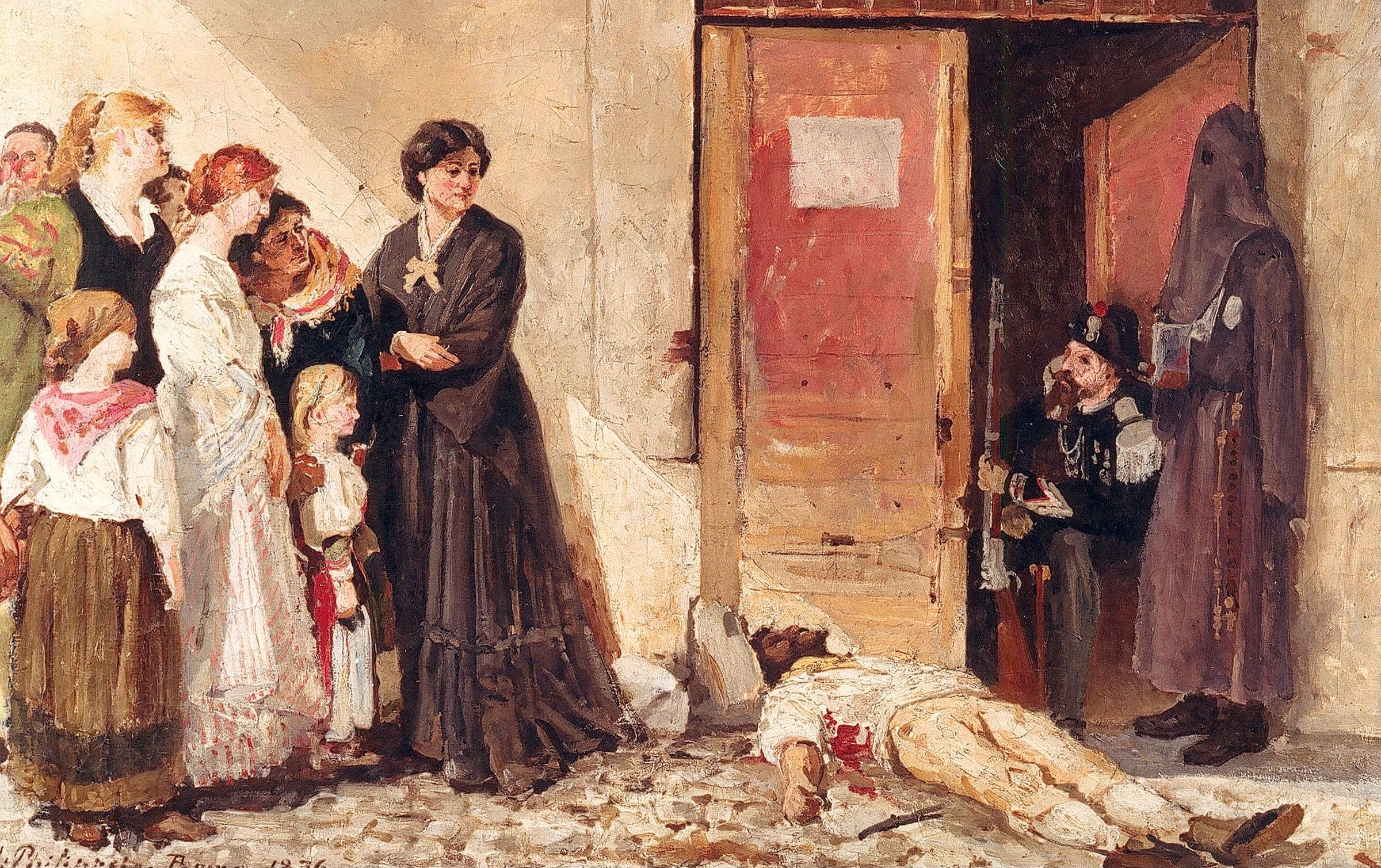
L'Assassiné, 1876 (huile sur toile ; esquisse ; Inv. La Boverie no BA.WAL.05b.1913.2658 ; 65 × 100 cm), Liège, La Boverie.
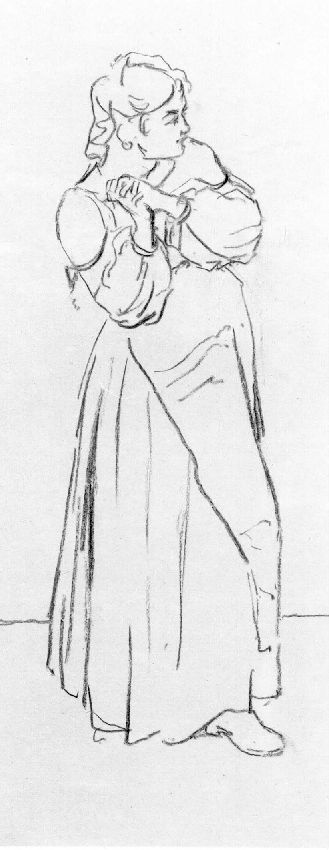
Étude de femme, non daté (dessin ; étude pour L'Assassiné ; 39 × 16 cm ; photographie de 1991 de Jacques Declercq du KIK-IRPA), Seraing, administration communale.

#### Michelina Gismondi(1876)

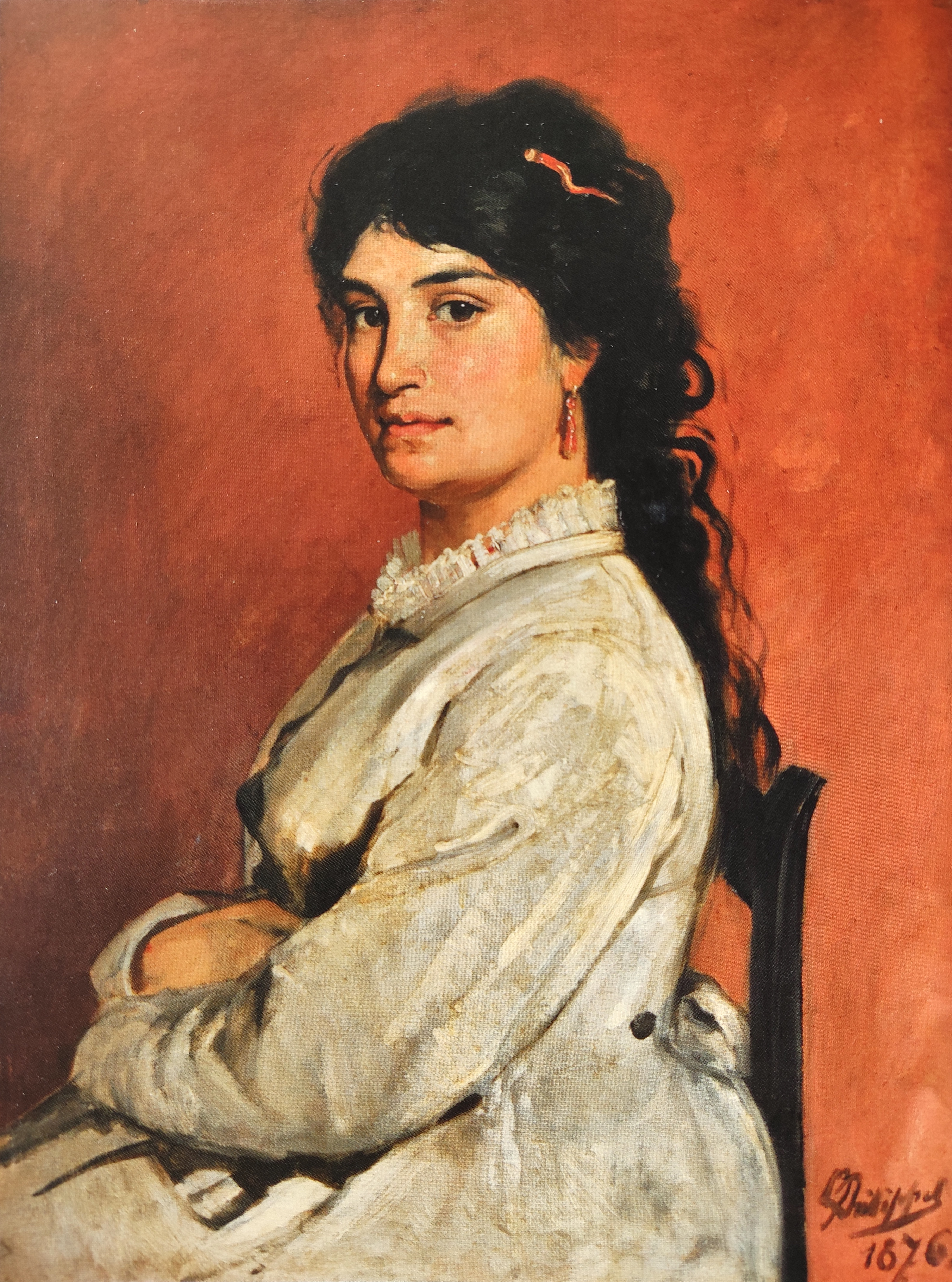
Michelina Gismondi, 1876 (huile sur toile ; Inv. La Boverie no BA.WAL.05b.1922.2653 ;), Liège, La Boverie.

Comme La Canzonetta, la toile a été acquise en 1922 par le musée des Beaux-Arts de Liège à Léon Philippet fils, et est considérée comme son chef-d’œuvre dans le genre artistique du portrait,. Le professeur de l'Académie royale des beaux-arts de Liège et conservateur du musée des Beaux-Arts de Liège Jacques Hendrick (d) l'affirme en 1970,  quand il écrit que le tableau « a été enlevé avec une spontanéité d'exécution, une fougue de métier, une saveur de la pâte qui le situent au niveau du chef-d’œuvre et appellent les plus hautes comparaisons : on évoque Édouard Manet, surtout, dans ses meilleures pages »,.
Vu qu'il s'agit d'un portrait de l'épouse de l'artiste, Gaëtane Warzée fournit des bribes d'informations biographiques sur Michelina Gismondi en plus de commentaires concernant l'œuvre elle-même :

« La belle Michelina pose assise de trois quarts, les bras croisés, le visage tourné vers le peintre. Léon Philippet l'a rencontrée à Rome où il a exécuté ce portrait ; c'est vraisemblablement là qu'il l'a épousée. […] La jeune femme porte une robe claire au col plissé, sans doute son habit du dimanche. Sa lourde chevelure noire est retenue en arrière par un peigne de corail auquel fait écho la pendeloque accrochée à son oreille gauche. Le peintre a apporté un soin particulier à ce remarquable portrait, stimulé par la passion qu'il voue à sa jolie compagne. Celle-ci continuera à lui servir de modèle. […] On perd sa trace ainsi que celles de ses enfants vers 1887, année durant laquelle l'artiste rentre au pays accompagné de son fils Léon. »

En 1975, le journaliste et critique d'art Jacques Parisse se montre aussi élogieux envers ce tableau : « L'admirable portrait de Michelina Gismondi […] est bien plus que le portrait d'une belle inconnue dont le peintre a voulu garder le souvenir. La beauté un peu vulgaire de ce visage aux yeux charbonneux, aux lèvres sensuelles… Cette jeune femme est la vie bien plus que le portrait des dames guindées, aux masques de cire, meubles pour salons obscurs et tristes que commettaient au temps de Philippet les peintres de genre. »
Selon David Bronze, le tableau « témoigne de grands dons de coloriste ». Il y distingue « trois grandes masses colorées nettement contrastées » : une blanche (le vêtement de Michelina), une noire (sa chevelure et le dossier de la chaise) et une rouge cuivré (l'arrière-plan). Il remarque également que, « comme dans la plupart de ses portraits, l'artiste détaille plus que le reste la figure du modèle, dont il émane une grande impression de vie ».

#### Les lavandières(1877)

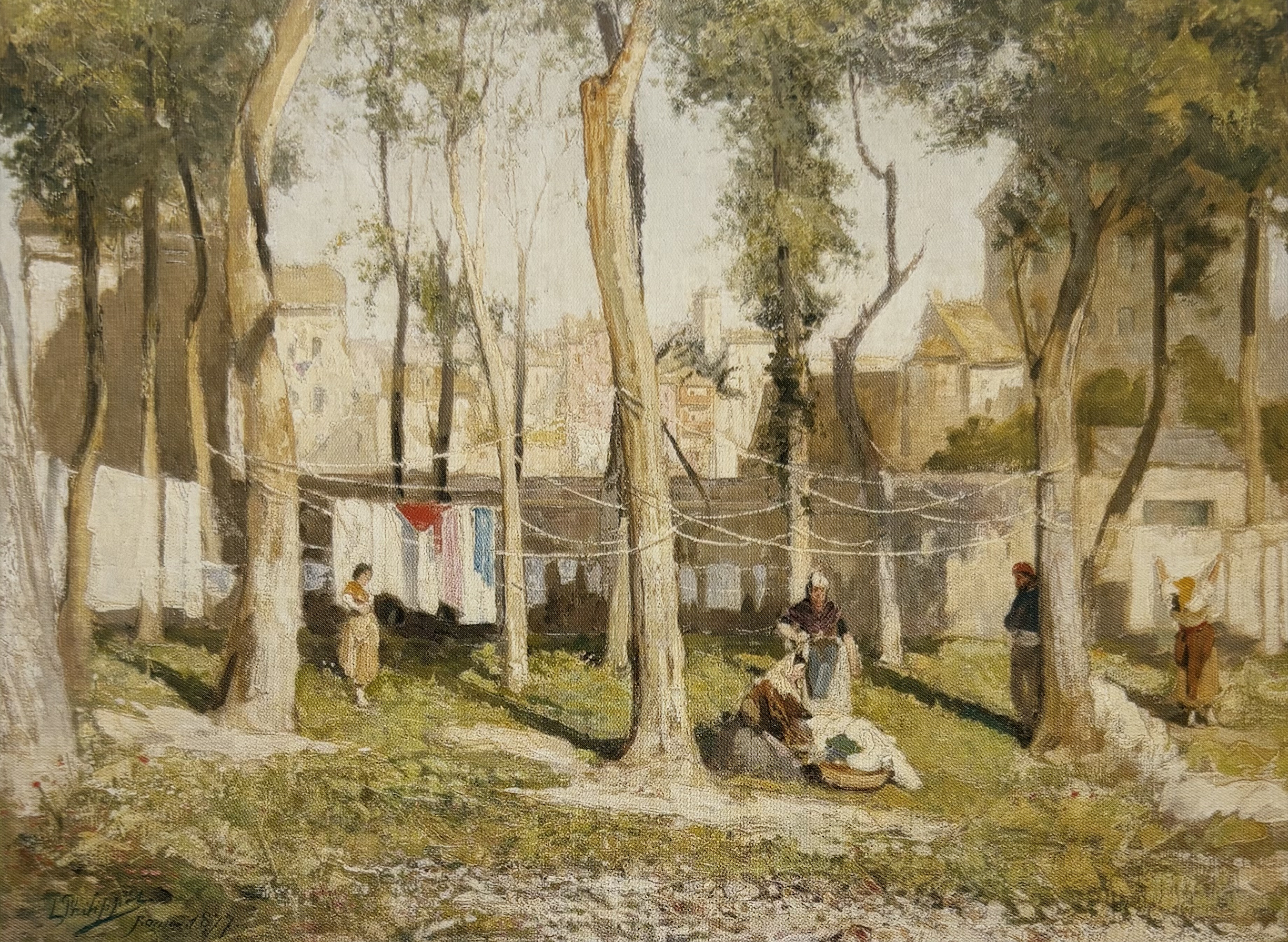
Les lavandières, 1877 (huile sur toile ;), Liège, musée de l'Art wallon.

Toile qui représente un groupe de femmes qui mettent du linge à sécher dans un pré arboré, probablement situé en plein cœur de Rome.
David Bronze y détecte « un intérêt pour le rendu de l'atmosphère lumineuse », surtout dans les façades lointaines qui « semblent vibrer et être pénétrées par la lumière ». Il y voit également un traitement varié des surfaces de la toile par l'artiste, usant du couteau pour étaler la couleur dans les zones les plus claires ou du pinceau, par tamponnage et frottis, pour poser la couleur du feuillage des arbres.
Enfin, il considère « qu'une grande impression de calme et de sérénité » se dégage de l'œuvre. En effet, le tableau est constitué « d'un ensemble de droites verticales (troncs des arbres, personnages, etc.) et horizontales (les plans se succédant vers l'horizon, etc.) qui s'équilibrent mutuellement » et, de plus, l'ombre de chaque arbre est contrebalancée par un personnage situé à sa droite.

#### La Fête de la grand'mère(1881)
Tableau acquis par le musée des Beaux-Arts de Liège et qui est déjà répertorié dans le catalogue édité par l'imprimerie Bénard en 1926 des collections du musée. Il existe aussi une esquisse peinte dans une collection privée et un dessin préparatoire conservé au musée de l'Art wallon.
Jacques Parisse cite cette toile lorsqu'il décrit l'évolution qu'a supposée l'arrivée du réalisme dans les arts plastiques et comment l'artiste l'incorpore dans ses « scènes romaines » :

« S'attachant à peindre sous le ciel et la lumière d'Italie la comédie vraie de la vie, Léon Philippet bon dessinateur atteste que la peinture wallonne a aussi le sens de la couleur. S'il nous paraît aujourd'hui que le peintre s'est parfois donné bien de la peine pour conserver les souvenirs de scènes folkloriques (Carnaval romain) ou anecdotiques (La Fête de la grand'mère) que capte mécaniquement l'appareil photographique, il faut nous souvenir de la peinture qui se faisait à l'époque. Léon Philippet, il y a plus d'une siècle, découvrait dans l'éblouissement de la lumière ce qu'était la vraie vie, celle qui ne prend pas la pose, qui ne vise pas à l'immortalité mais qui, au contraire, dans les riches et vives couleurs, éclate en cris joyeux ou en imprécations en drames ou en fêtes. »

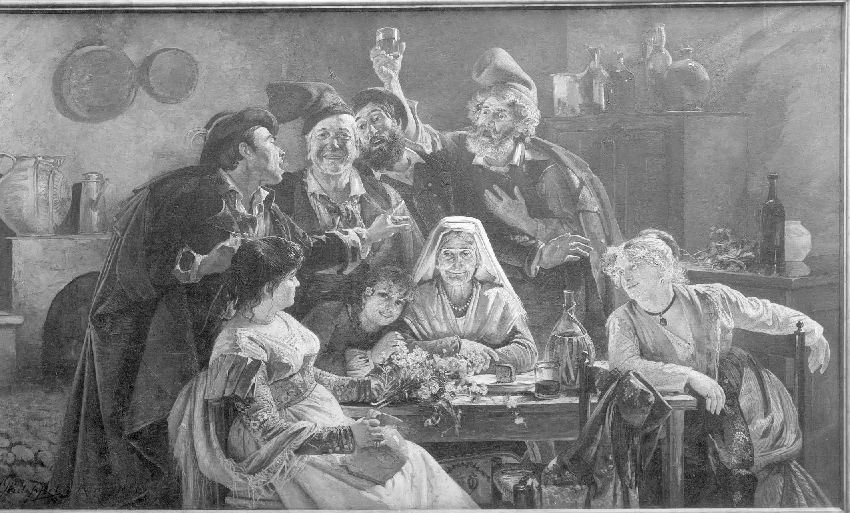
La Fête de la grand'mère, 1881 (huile sur toile ; 175 × 299,5 cm ; photographie de 1955 du KIK-IRPA), Liège, musée de l'Art wallon.
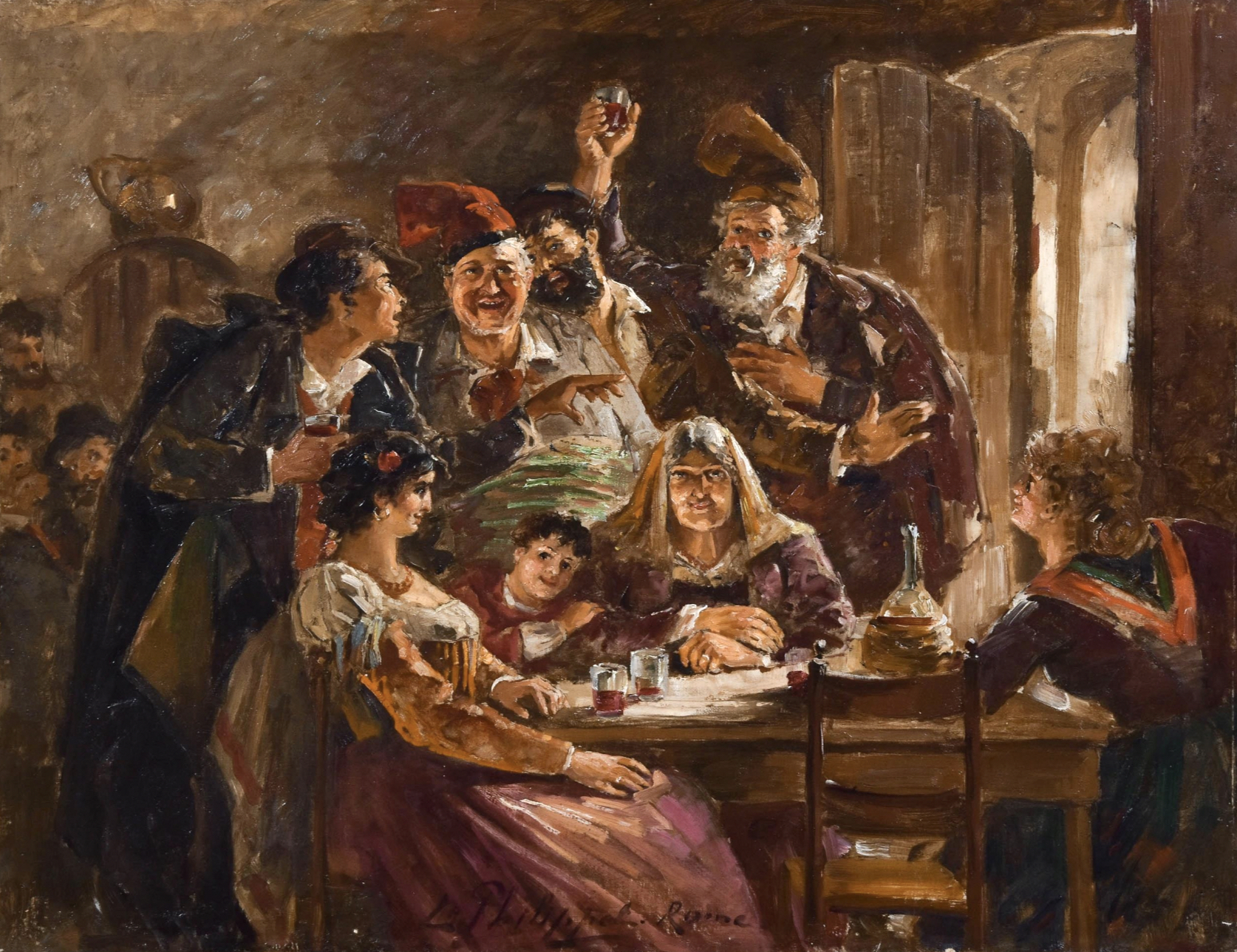
La Fête de la grand'mère, 1870-1880 (huile sur toile ; esquisse ; 49 × 62 cm), collection privée.
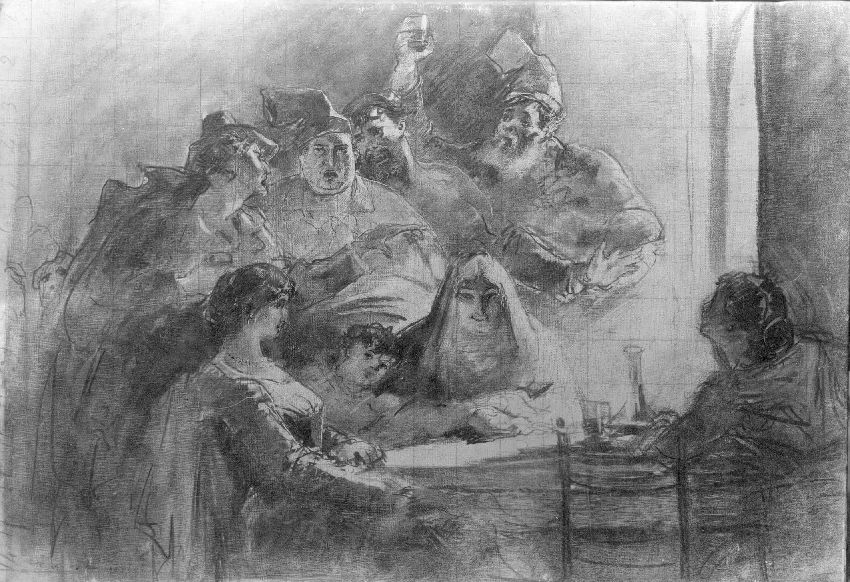
La Fête de la grand'mère, 1870-880 (fusain ; esquisse ; 42 × 60 cm ; photographie de 1956 du KIK-IRPA), Liège, musée de l'Art wallon.

#### Carnaval à Rome(vers 1885) etLa Course des barberi(1885)
Le Carnaval à Rome entre dans les collections du musée des Beaux-Arts de Liège en 1926, grâce au legs de Jules Reuleaux en faveur de la ville. Gaëtane Warzée dépeint d'abord l'ambiance de cet événement, qui est alors typique à Rome, et l'itinéraire qu'il y suit :

« Jusqu'à la fin du XIXe siècle, le carnaval de Rome est l'un des plus réputés au monde. Organisé durant le mois de février, il fait l'objet de plusieurs manifestations. La plus importante se déroule dans le Corso, rue principale de Rome qui relie la Piazza del Popolo à la Piazza Venezia. On y croise une joyeuse cohue, des personnages masqués dont les pierrots et les polichinelles de la commedia dell'arte, mais aussi des femmes vêtues du costume traditionnel. Malheur à celui qui pour l'occasion sort coiffé de son haut-de-forme ! Un des jeux favoris des fêtards est de s'emparer du couvre-chef et de le piétiner. Les plus fortunés louent les balcons des palais bordant l'artère. Les dames s'y voient offrir des bouquets de fleurs attachés sur des piques de bois. La tradition veut aussi qu'on lance des confettis, petites billes de plâtre enfarinées qui pleuvent de toute part. »

Elle poursuit en commentant l'œuvre elle-même et la date possible de sa réalisation : « C'est un condensé de cette liesse populaire que nous donne à voir Léon Philippet. Cette œuvre à la palette éclatante pourrait avoir été peinte en 1885, année où il exécute un croquis sur le même sujet et surtout le tableau La Course des barberi : une autre manifestation haute en couleur du carnaval romain pour laquelle on organisait un lâcher de chevaux à travers les rues. »
David Bronze quant à lui estime que l'artiste « s'attache surtout à traduire l'atmosphère endiablée de l'événement et la liesse du peuple », ce qu'il effectue, dans une « véritable fête de couleurs », au moyen de touches rapides sur le papier, qui débordent souvent les contours des formes, laissent transparaître le support en de nombreux endroits et suggèrent (sans les détailler) les personnages ; et en utilisant une composition basée sur une droite oblique qui dote l'œuvre de dynamisme.

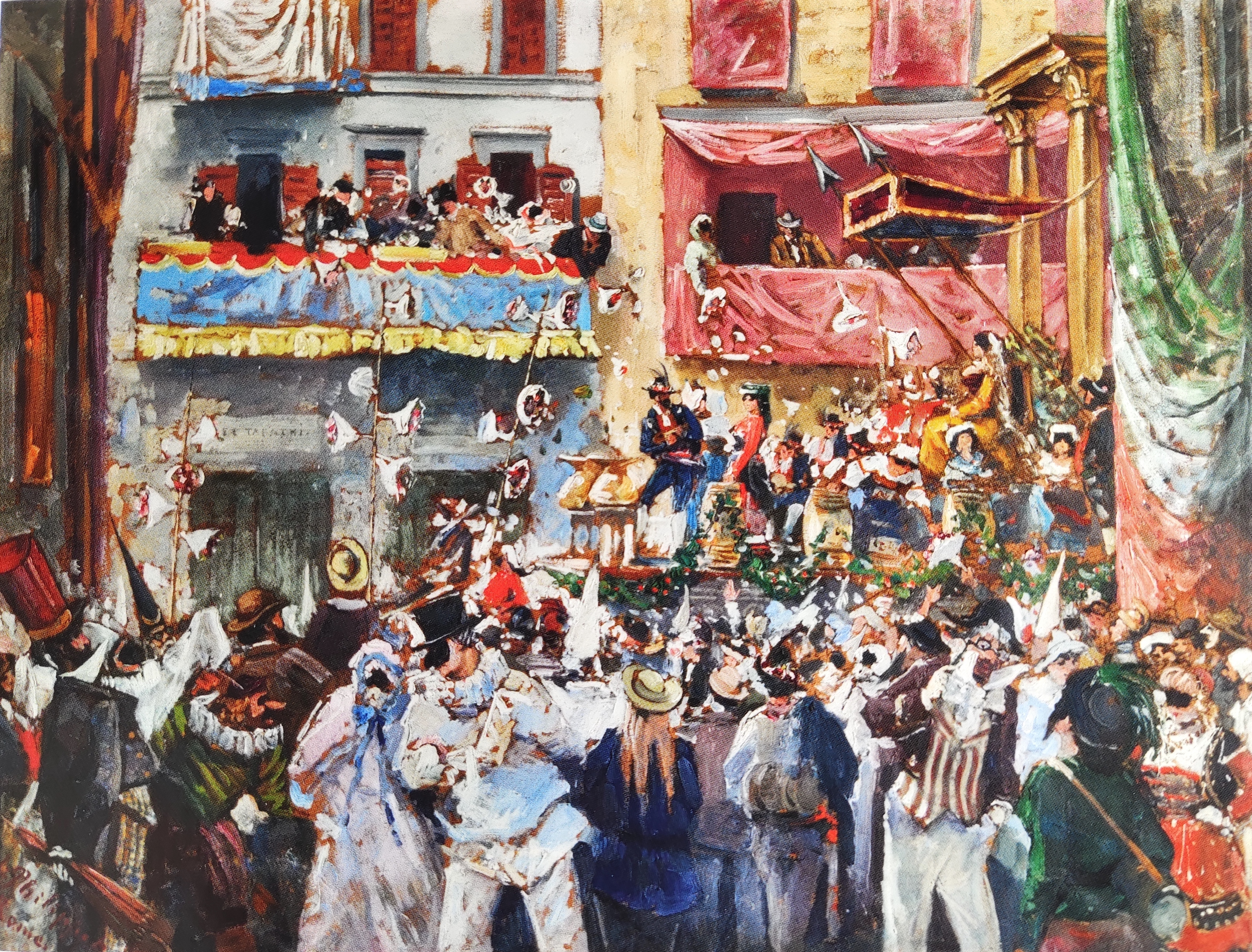
Carnaval à Rome, vers 1885 (huile sur papier marouflé ; Inv. La Boverie no BA.WAL.05g.1926.2659 ; 75 × 100 cm), Liège, La Boverie.
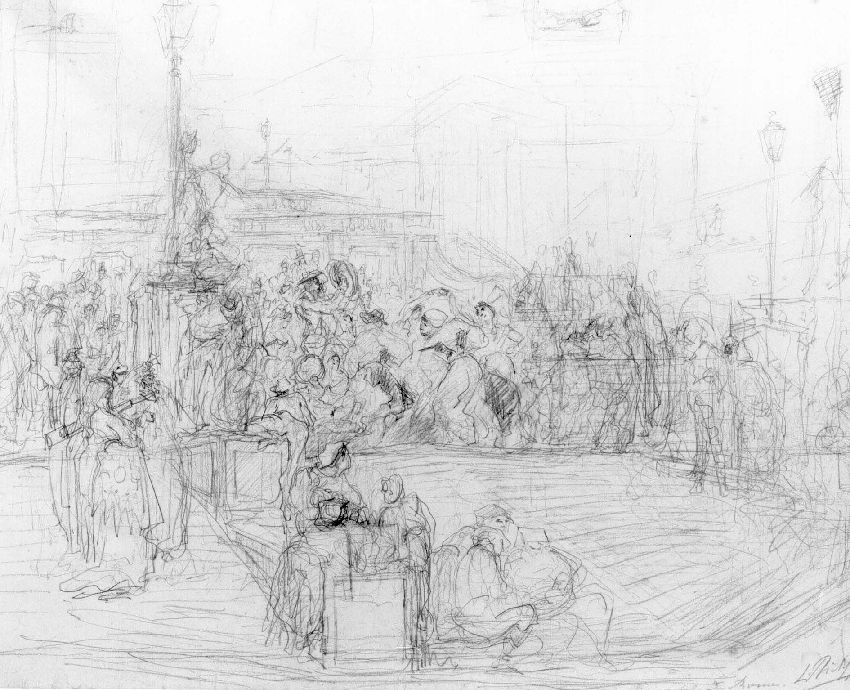
Croquis : Carnaval à Rome, 1885 (crayon ; 41 × 50 cm ; photographie de 1991 de Jacques Declercq du KIK-IRPA), Seraing, administration communale.
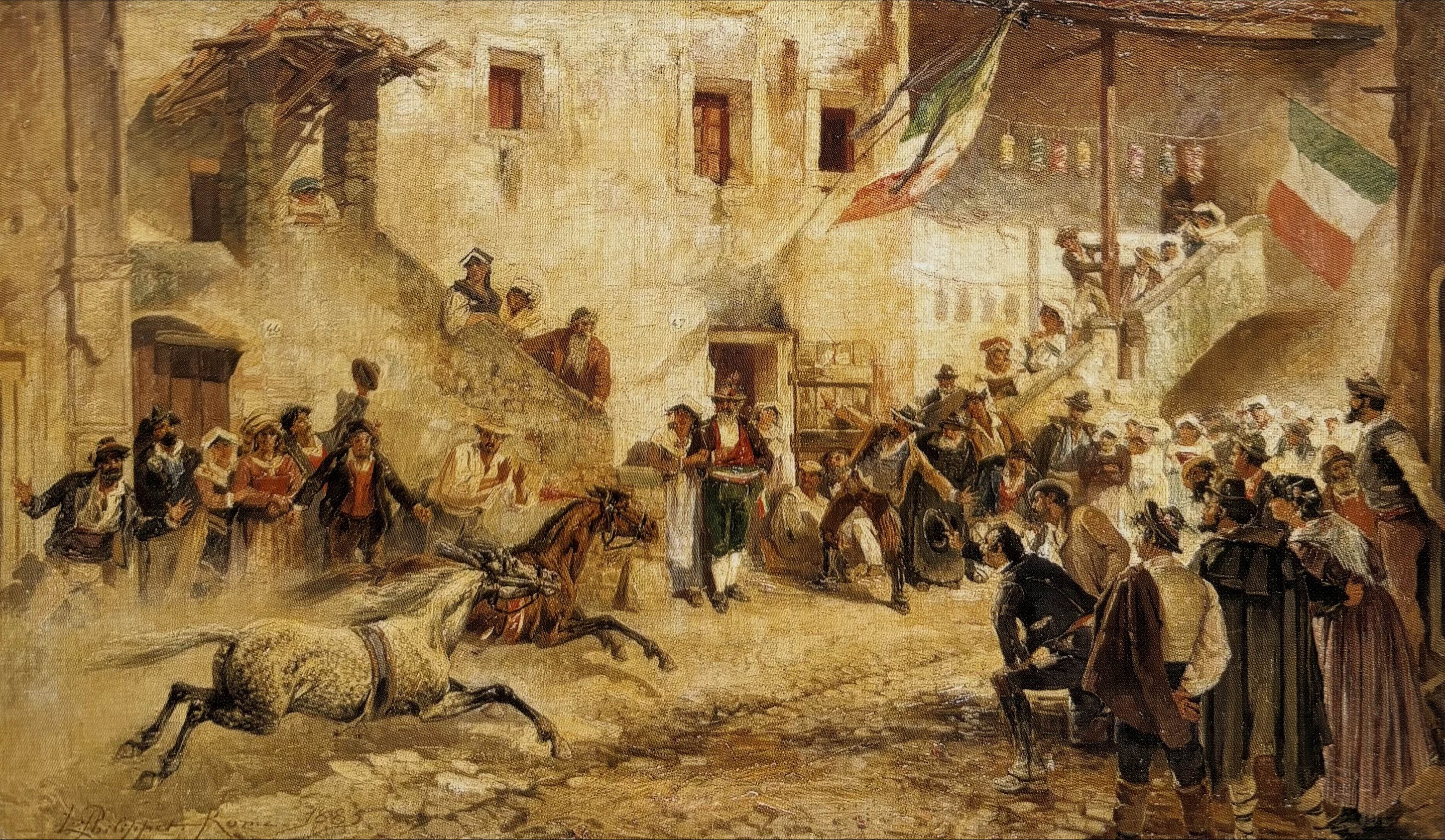
La Course des barberi, 1885 (huile sur toile ; 86 × 148 cm), Liège, musée de l'Art wallon.

### Œuvres décoratives
Léon Philippet effectue divers travaux de décoration au cours de sa carrière artistique. Ils sont « peu nombreux », majoritairement réalisés de 1874 à 1886, et produits « certainement à des fins alimentaires », car la bourse de la fondation Darchis ne lui octroie plus de revenus depuis 1872,.
David Bronze mentionne plusieurs des commandes publiques que Philippet reçoit :
- 1877 : Lors des célébrations du 300e anniversaire de la naissance de Rubens, il décore deux arcs de triomphe situés place de Meir et place de la Commune à Anvers[96].
- 1880 : Lors des festivités du 50e anniversaire de l'Indépendance nationale, il réalise le tableau de grand format La Révolution belge de 1830[97] qui est l'un des 137 exposés en août par le Cercle artistique et littéraire de Bruxelles dans un hall situé au parc Léopold[98] ; l'ornementation de quatre frises allégoriques pour l'arc de triomphe situé porte de Schaerbeek[99],[100] et quatre toiles décorant l'arc de triomphe situé place Royale[100],[101].
- 1885-1886 : Philippet réalise un avant-projet de décoration pour une salle du Palais du gouvernement provincial à Liège. Le projet est finalement confié à Émile Delperée qui l'exécute en 1890-1891[96].

#### PanoramaRome prise par Garibaldi le3 juin 1849(1883)

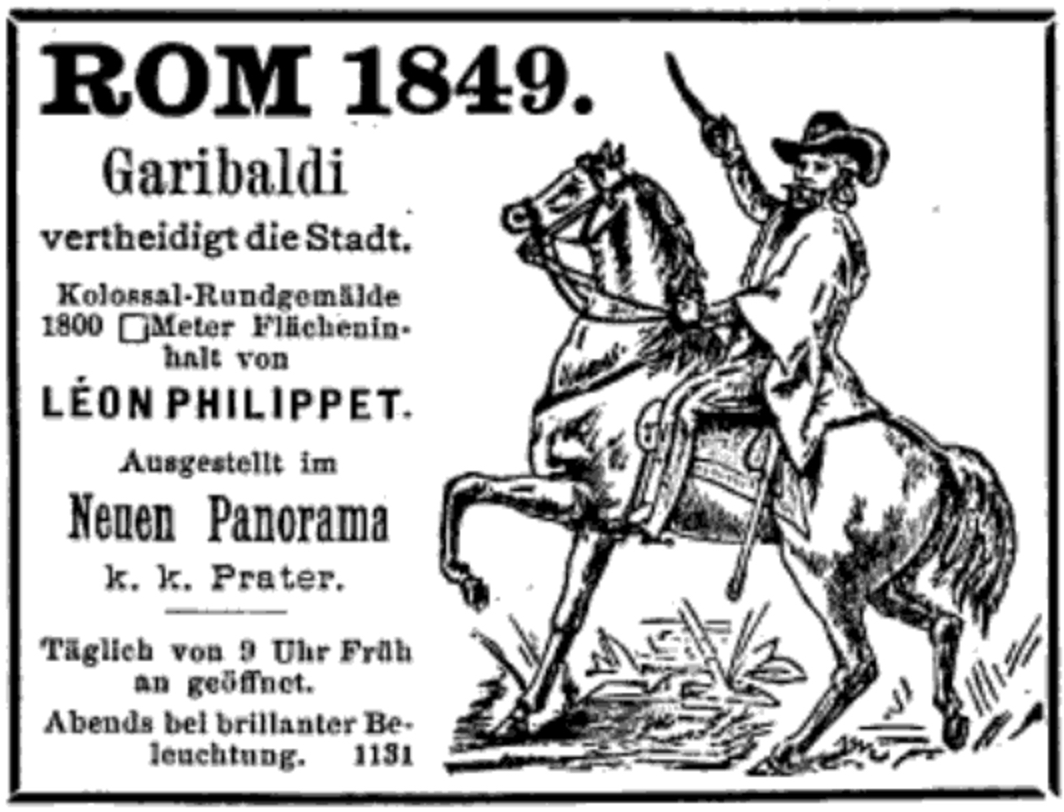
Annonce publicitaire pour l'exposition à Vienne du panorama Rome prise par Garibaldi le 3 juin 1849 de Léon Philippet, 1889.

Il est le principal contributeur du panorama géant Rome prise par Garibaldi le 3 juin 1849,. Sur commande de la Società Anonima Italiana dei Panorama, Philippet et plusieurs collaborateurs réalisent à Milan entre février et août 1883 cette toile circulaire, d'une hauteur de 15 mètres, qui couvre un périmètre de 120 mètres et pèse plusieurs tonnes. L'œuvre, de « caractère photographique » selon un article du 6 septembre 1883 du journal La Perseveranza, dépeint la défense de Rome par Garibaldi et ses troupes contre le siège de l'armée française menée par Nicolas Oudinot durant le Risorgimento. Le panorama définitif se base sur une esquisse à l'échelle un dixième, qui se compose de douze peintures à l'huile de 140 × 98 cm chacune et que Philippet réalise en 1882 dans son atelier romain de la via dell'Olmata.
Le panorama est d'abord exposé en 1883 dans une rotonde sur le Foro Bonaparte à Milan,. La rotonde a un diamètre de 40 mètres et un toit vitré qui permet un éclairage zénithal de la toile. Ensuite, le panorama voyage beaucoup, étant exposé en 1884 à Turin dans le cadre de l'Esposizione Generale Italiana, et en 1887 au Crystal Palace de Londres,. Des expositions à Gênes, Bruxelles, Vienne, Buenos Aires ainsi qu'au Chili et au Pérou sont également documentées. Le panorama est généralement bien reçu par la critique, comme lors de son exposition à Londres où un article du Daily Chronicle le considère comme « une œuvre remarquable non-seulement au point de vue artistique, mais aussi pour la stricte observation des détails », où « l'intensité de la lumière, la beauté et la pureté de l'atmosphère d'un ciel d'Italie sont fidèlement reproduites ». L'auteur de l'article remarque qu'« il est difficile de dire où finit le réel, où commence la représentation peinte » et conclut que « cette nouvelle production mérite de prendre rang parmi les triomphes de l'art panoramique ». Les critiques du Daily News, du Morning Post et du Morning Advertiser sont également positives,. Lorsque le panorama est transféré du Chili au Brésil, une maladie contagieuse se déclare à bord du navire. Les « opérations de désinfection effectuées dans le bateau, la chaleur et l'humidité » détruisent la toile.
Onze grandes photographies contemporaines de cette œuvre sont trouvées en 1967 au Museo Centrale del Risorgimento à Rome. La reproduction photographique de la toile représente les batailles du 3 juin 1849 avec une telle précision que V.E. Giuntella pense d'abord que ces photographies ont été prises sur le champ de bataille en 1849, puis Piero Becchetti détermine en 1978 qu'il s'agit d'un panorama photographique de Rome réalisé après 1862. Ce n'est qu'en 1998 qu'Allessandro Cartocci établit que la photographie est en réalité une saisie du panorama peint par Léon Philippet,,.
Les douze peintures à l'huile qui servent d'esquisses sont présentes dans les collections de la commune de Seraing. Six d'entre elles, et donc la moitié du panorama, sont reproduites ci-dessous :

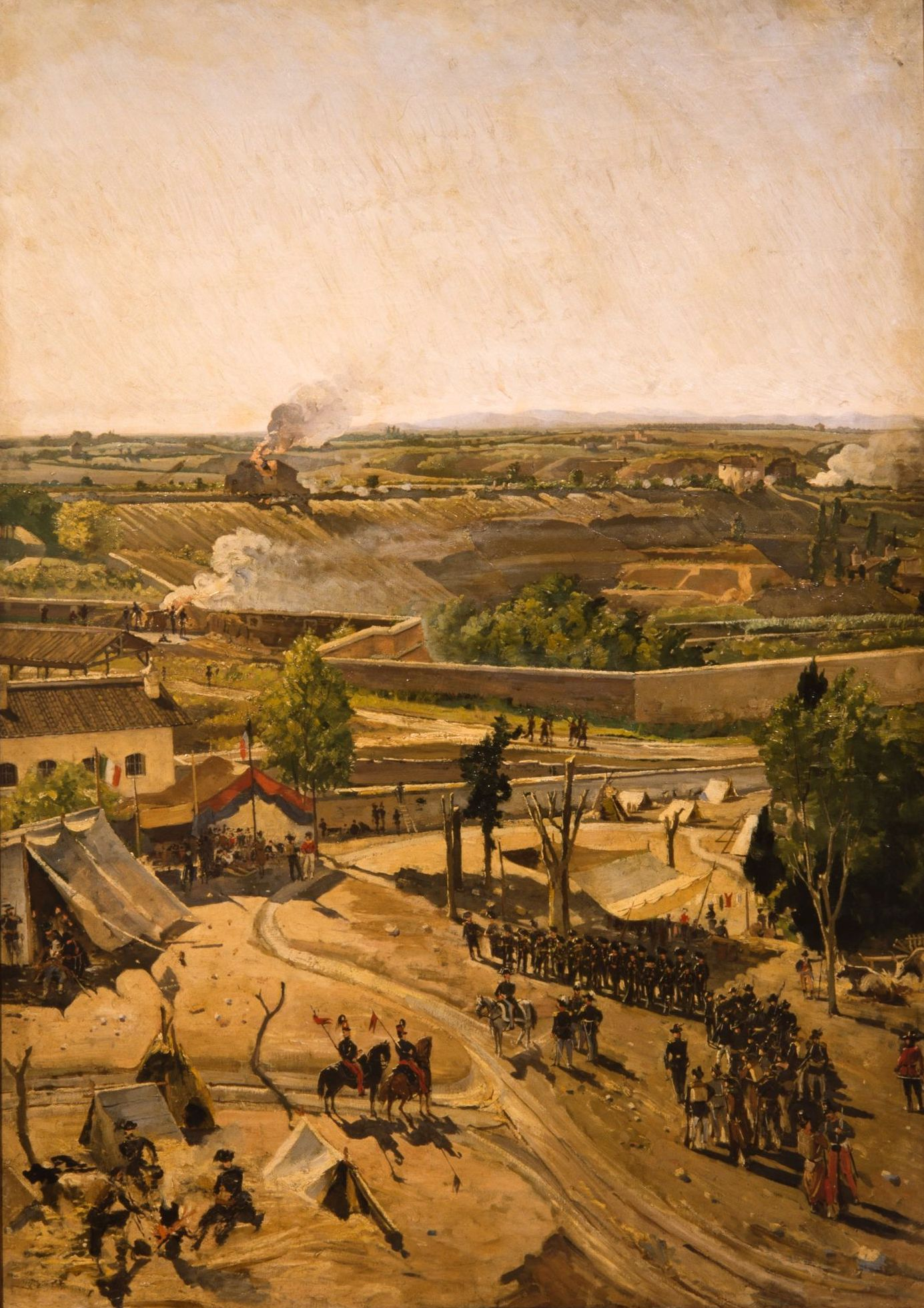
Rome prise par Garibaldi le 3 juin 1849 (panneau no 1), 1882-1883 (huile sur toile ; 140 × 98 cm ; photographie de 1991 de Jacques Declercq du KIK-IRPA), Seraing, administration communale.
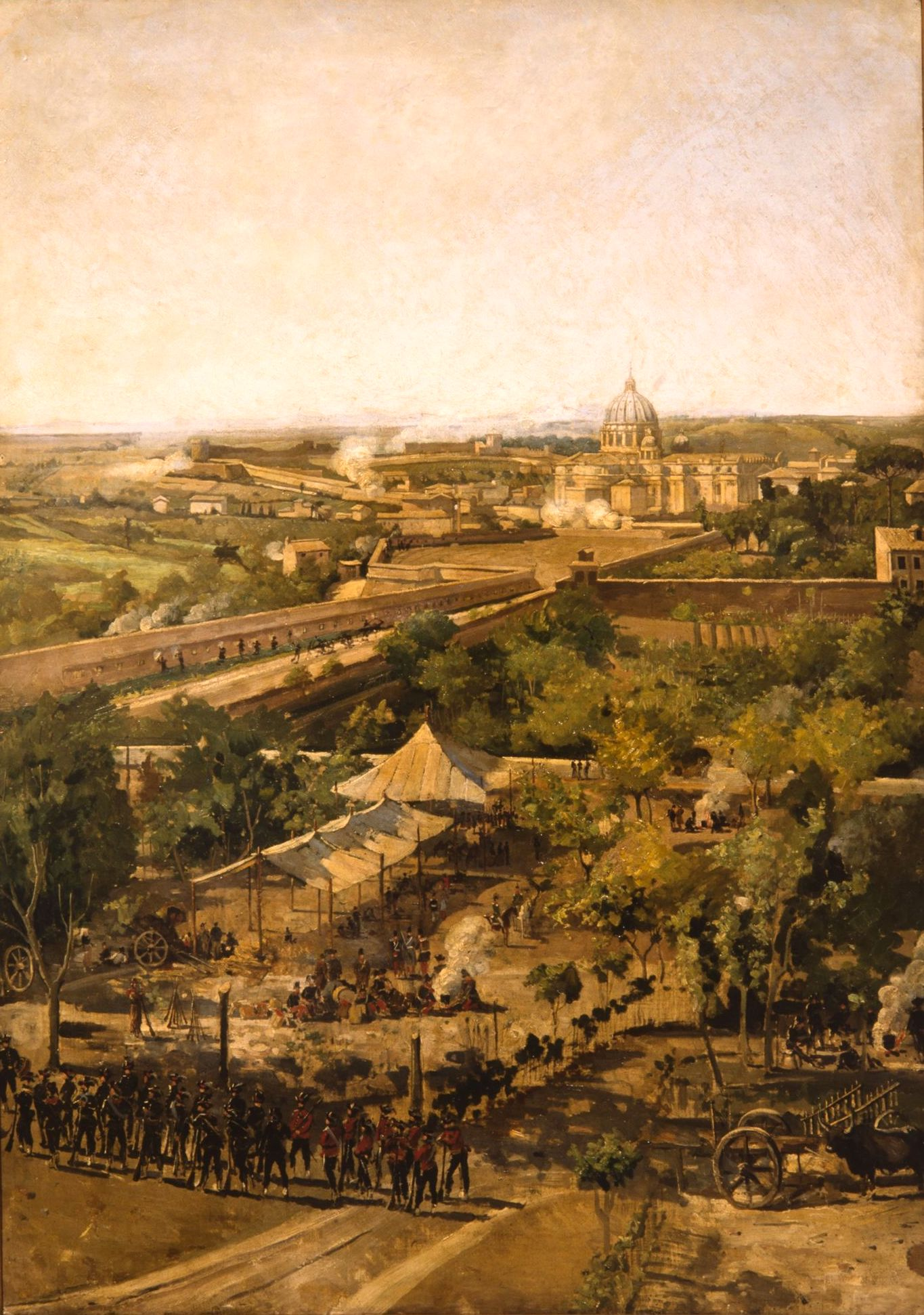
Rome prise par Garibaldi le 3 juin 1849 (panneau no 2), 1882-1883 (huile sur toile ; 140 × 98 cm ; photographie de 1991 de Jacques Declercq du KIK-IRPA), Seraing, administration communale.
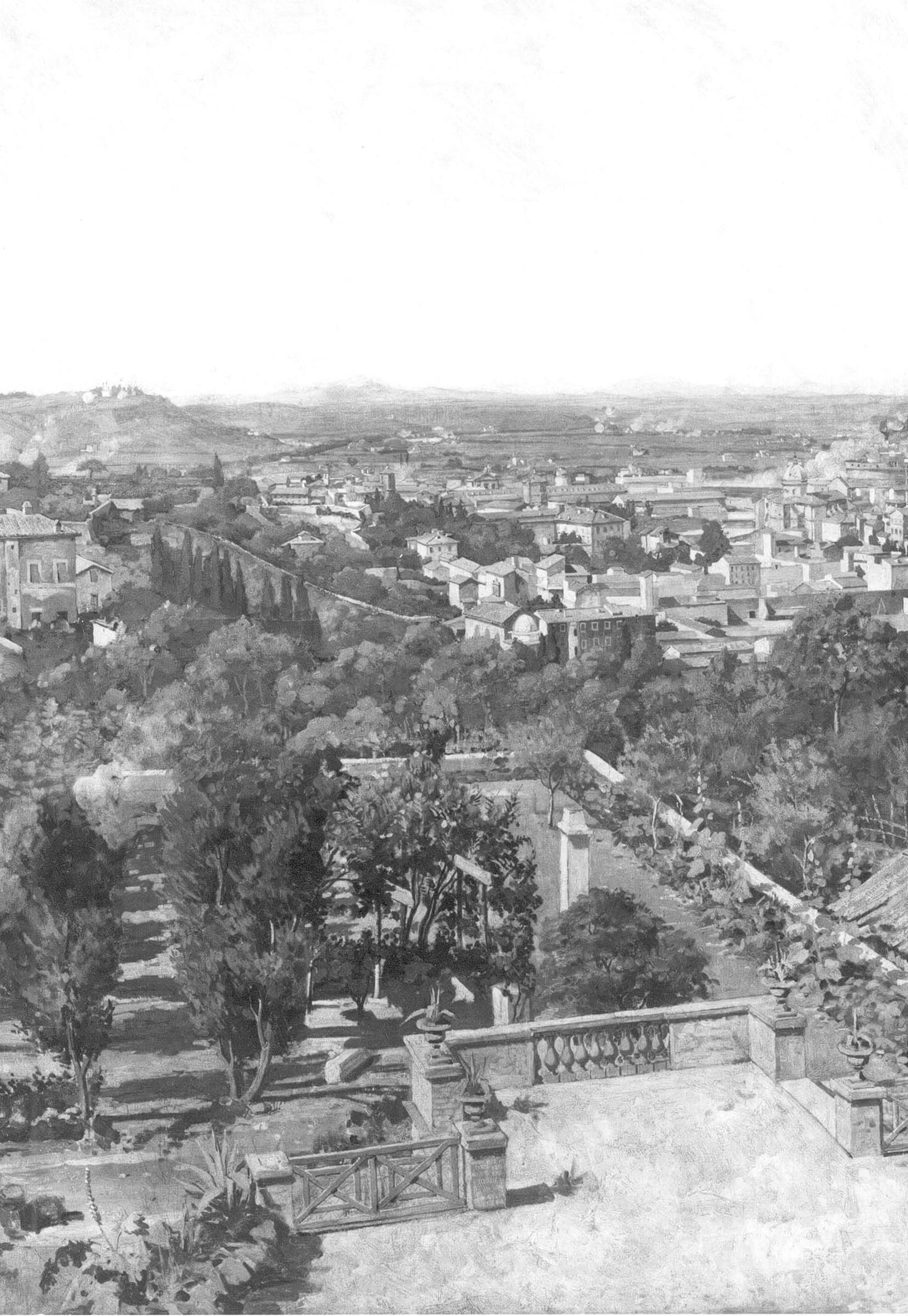
Rome prise par Garibaldi le 3 juin 1849 (panneau no 3), 1882-1883 (huile sur toile ; 140 × 98 cm ; photographie de 1991 de Jacques Declercq du KIK-IRPA), Seraing, administration communale.
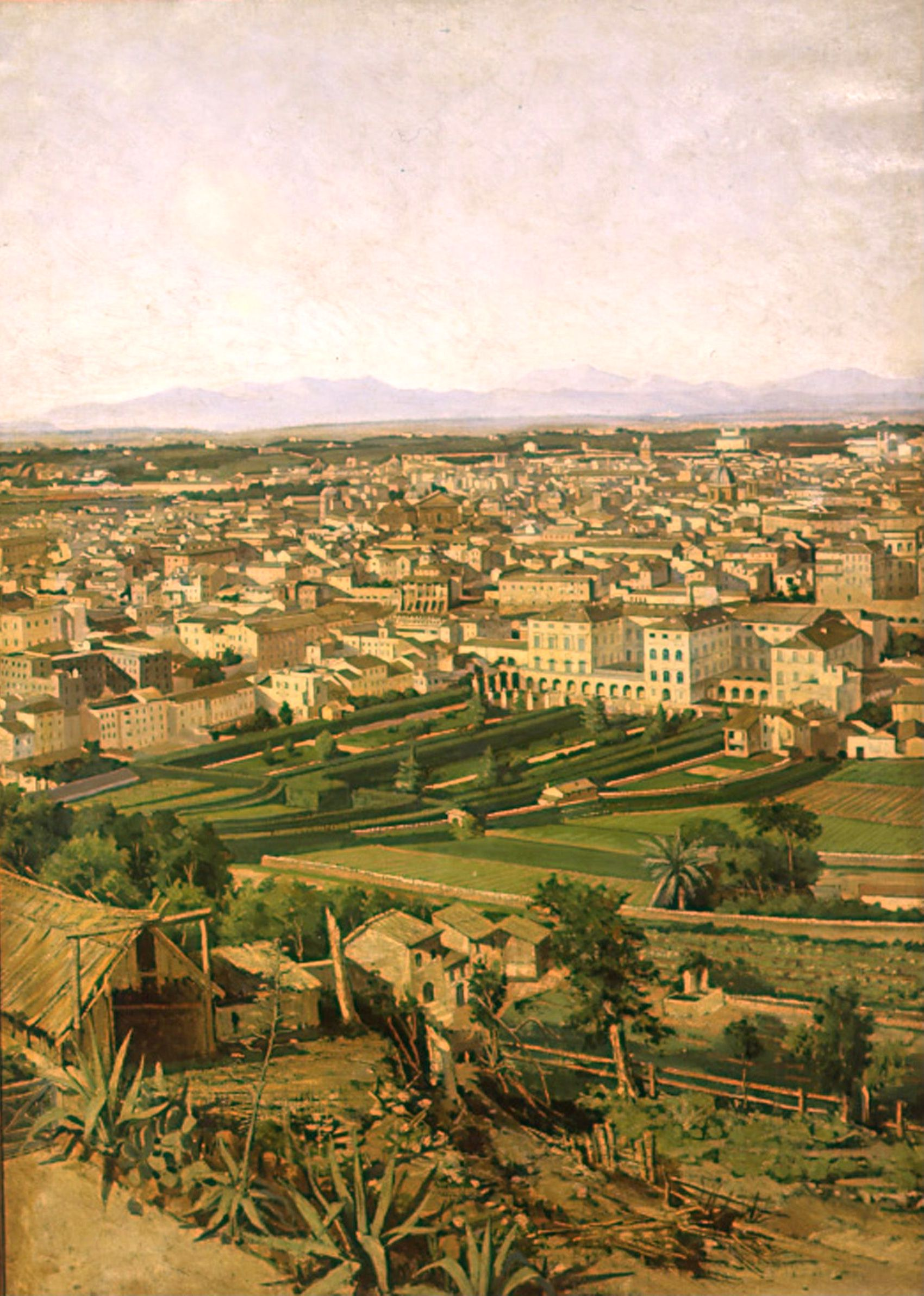
Rome prise par Garibaldi le 3 juin 1849 (panneau no 4), 1882-1883 (huile sur toile ; 140 × 98 cm ; photographie de 1991 de Jacques Declercq du KIK-IRPA), Seraing, administration communale.
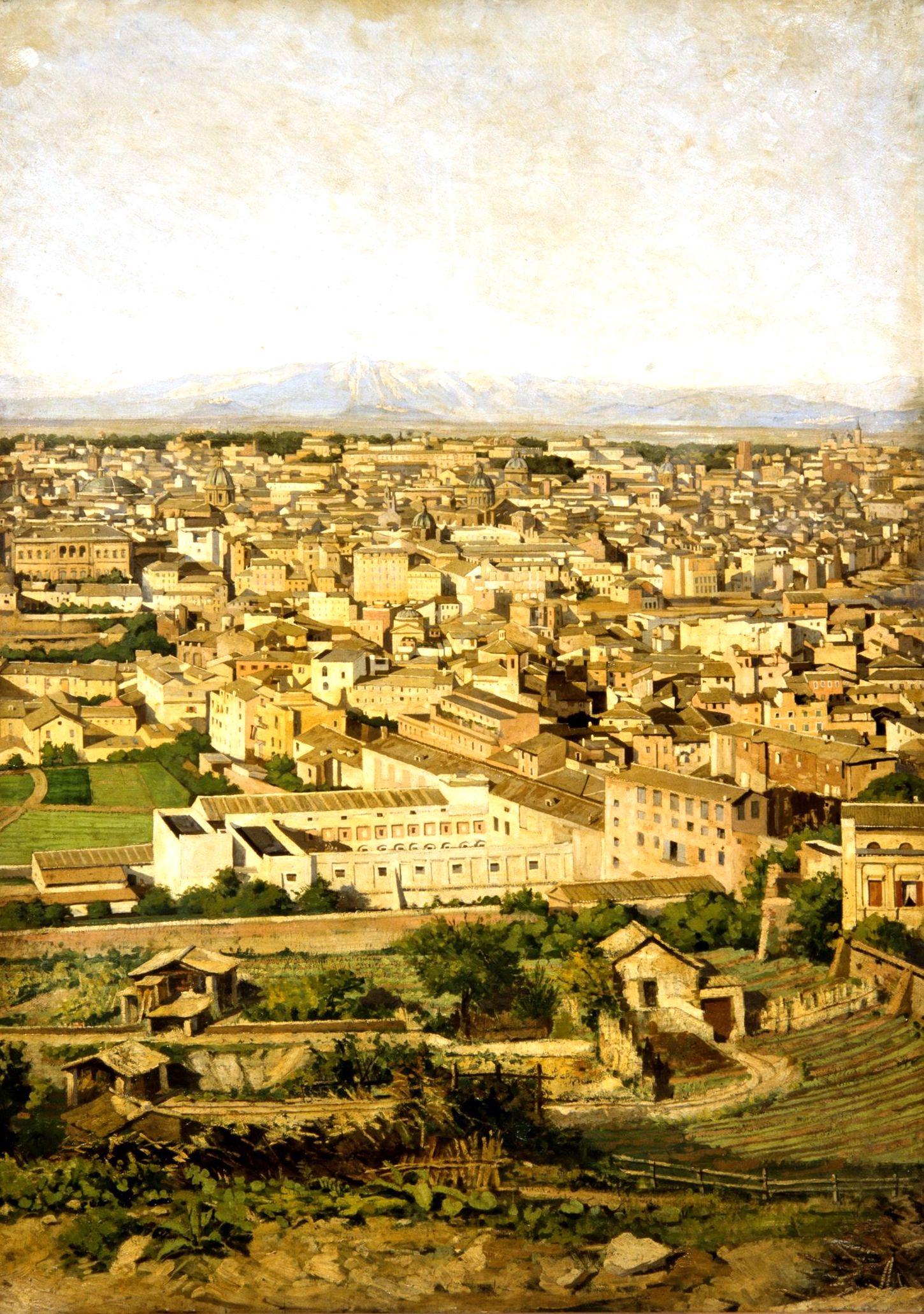
Rome prise par Garibaldi le 3 juin 1849 (panneau no 5), 1882-1883 (huile sur toile ; 140 × 98 cm ; photographie de 1991 de Jacques Declercq du KIK-IRPA), Seraing, administration communale.
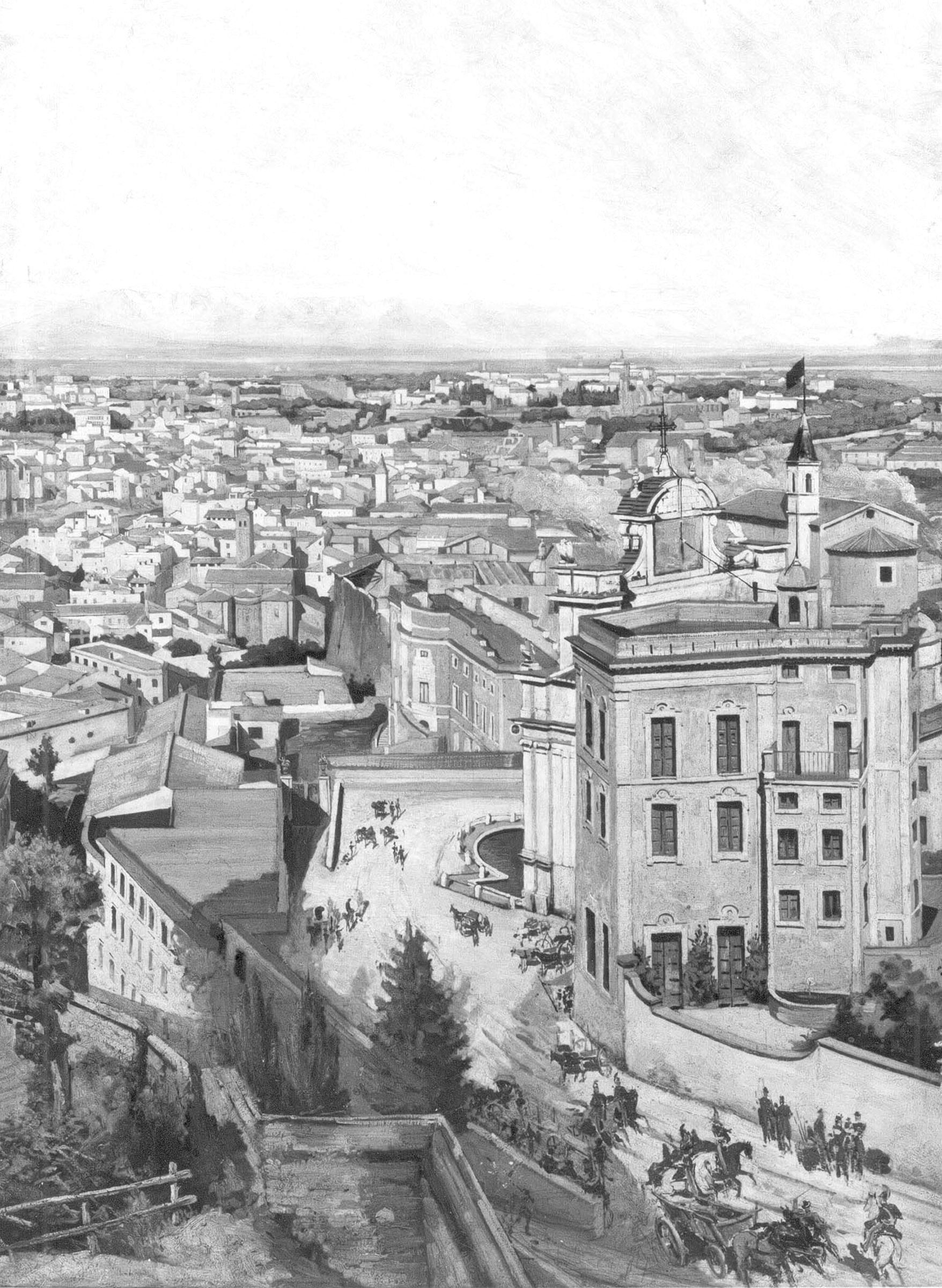
Rome prise par Garibaldi le 3 juin 1849 (panneau no 6), 1882-1883 (huile sur toile ; 140 × 98 cm ; photographie de 1991 de Jacques Declercq du KIK-IRPA), Seraing, administration communale.

### Catalogue et musées
Des œuvres de Léon Philippet sont présentes dans les collections de La Boverie,,,,, du musée de la Vie wallonne, de l'université de Liège, de la commune de Seraing, du Conservatoire royal de Liège,,, de la commune de Verviers,, du Stadsmus d'Hasselt (Le Vainqueur du match), des musées royaux des Beaux-Arts de Belgique,,, de nombreuses collections privées mais aussi à l'église Saint-Antoine l'Ermite de Thimister.
Selon Jules Bosmant, le musée des beaux-arts de Liège compte, en 1930, 27 peintures à l'huile de l'artiste ainsi que de nombreux dessins, lavis, et esquisses.

### Réception critique

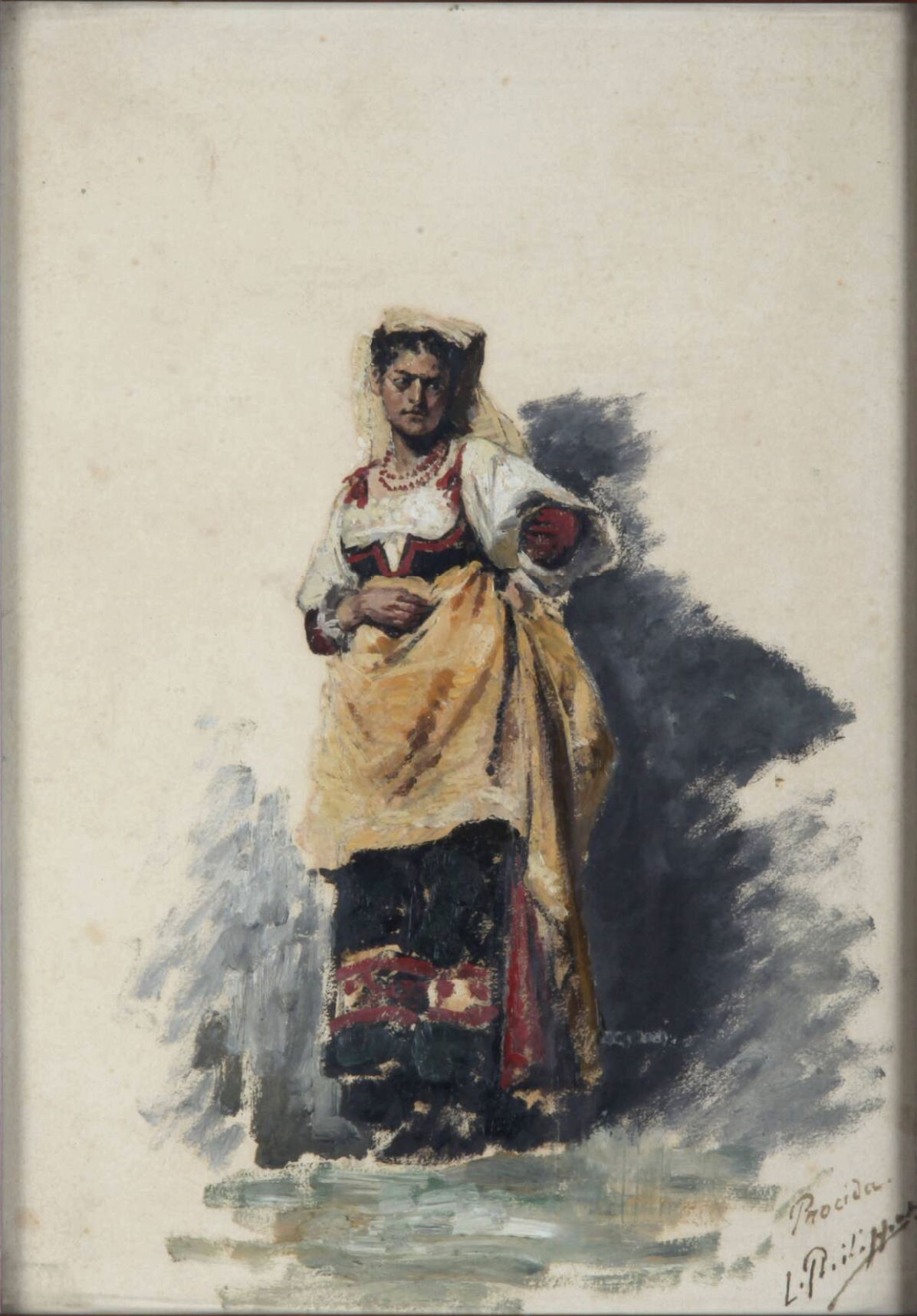
Procida, 1868-1887 (gouache ;), Liège, musée de la Vie wallonne.

Malgré le rôle prépondérant qu'il joue dans la modernisation de la peinture liégeoise dans le dernier quart du XIXe siècle, Léon Philippet est, comme le dit Jules Bosmant dès 1930, « un maître, mais un maître incompris, et il n'y a pas longtemps que nous avons mesuré son rôle précurseur et la qualité de son exemple ». Il remarque que les Liégeois « ne comprirent pas […] ce qu'apportait de neuf et de grand ce concitoyen trop quotidiennement proche ».
Selon Albert de Neuville et Jules Bosmant, cette incompréhension est en grande partie provoquée par l'omniprésence dans les salons organisés à Liège durant la seconde moitié du XIXe siècle de peintres adhérant à l'école de peinture de Düsseldorf,. Celle-ci a contaminé « le goût de beaucoup de Liégeois » et les prédispose à ne pas comprendre et critiquer les « œuvres modernes où la distribution de la lumière et des couleurs tient une si grande place et où l'expression caractéristique l'emporte sur l'exactitude photographique ». En résumé, « on ne mesura pas toute la valeur novatrice » de l'artiste, « sauf peut-être à Bruxelles » et hors de Belgique.
En 1975, Jacques Parisse ne peut que constater, dans un commentaire qui reprend plusieurs réflexions de Jules Bosmant,, que l'artiste reste bien méconnu :

« Cet observateur implacable, ce dessinateur agile, ce coloriste vraiment latin fut raillé ou embrigadé par la critique étrangère dans les rangs des « vrais Flamands, épais, crus et carrés […] qui tirent exclusivement la force et la beauté de leurs œuvres de la terre grasse des Flandres ». On ne peut être plus bête ! Aujourd'hui encore, 70 ans après sa mort (1906), Léon Philippet est un peintre mal connu. Mais il a été le « père de la peinture liégeoise contemporaine ». »

 Ce rôle de rénovateur ou « père de la peinture liégeoise contemporaine », allié à la maîtrise technique et la force expressive de son art sont pourtant bien mis en avant par Jules Bosmant : « […] il nous convient d'inaugurer les temps nouveaux, ceux où la peinture liégeoise va retrouver quelque honneur, par Léon Philippet. Il en fut véritablement le restaurateur. C'est le premier de nos peintres que l'on puisse enfin comparer aux maîtres de jadis » ; tout comme par Jacques Goijen : « Ce sont des œuvres hardies, gardant encore, à certains aspects, une allure révolutionnaire. Il a devancé son époque, il est le maître d'un art nouveau, en quoi, il est précurseur. Il possède un art puissamment expressif. Composition, expression, vie, Philippet en maître incontesté, surmonte avec aisance toutes les difficultés, la technique n'ayant plus de secret pour lui. »
Dans ses écrits de 1921, l'artiste James Ensor reprend Léon Philippet avec François Simonau (d), Jean-François Portaels, François-Joseph Navez, Périclès Pantazis et Eugène Verdyen parmi les six peintres belges dont la maîtrise s'est le mieux affirmée entre 1830 et 1900, notant néanmoins qu'ils restent « six grands peintres méconnus ». Il considère que Philippet est un « coloriste acide, virtuose brutal, un tantinet précurseur de quelques gros peintres avancés ; peintre incomplet, corsé d'âpreté ».

### Galerie

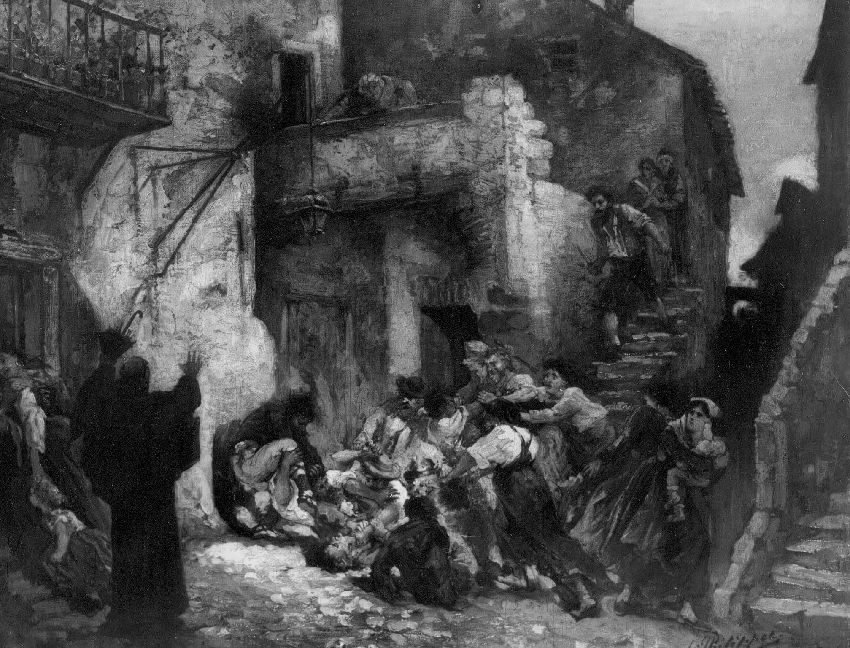
Rixe, 1874 (huile sur toile ; 39,5 × 59,5 cm ; photographie de Jean-Louis Torsin du KIK-IRPA), Liège, musée de l'Art wallon.
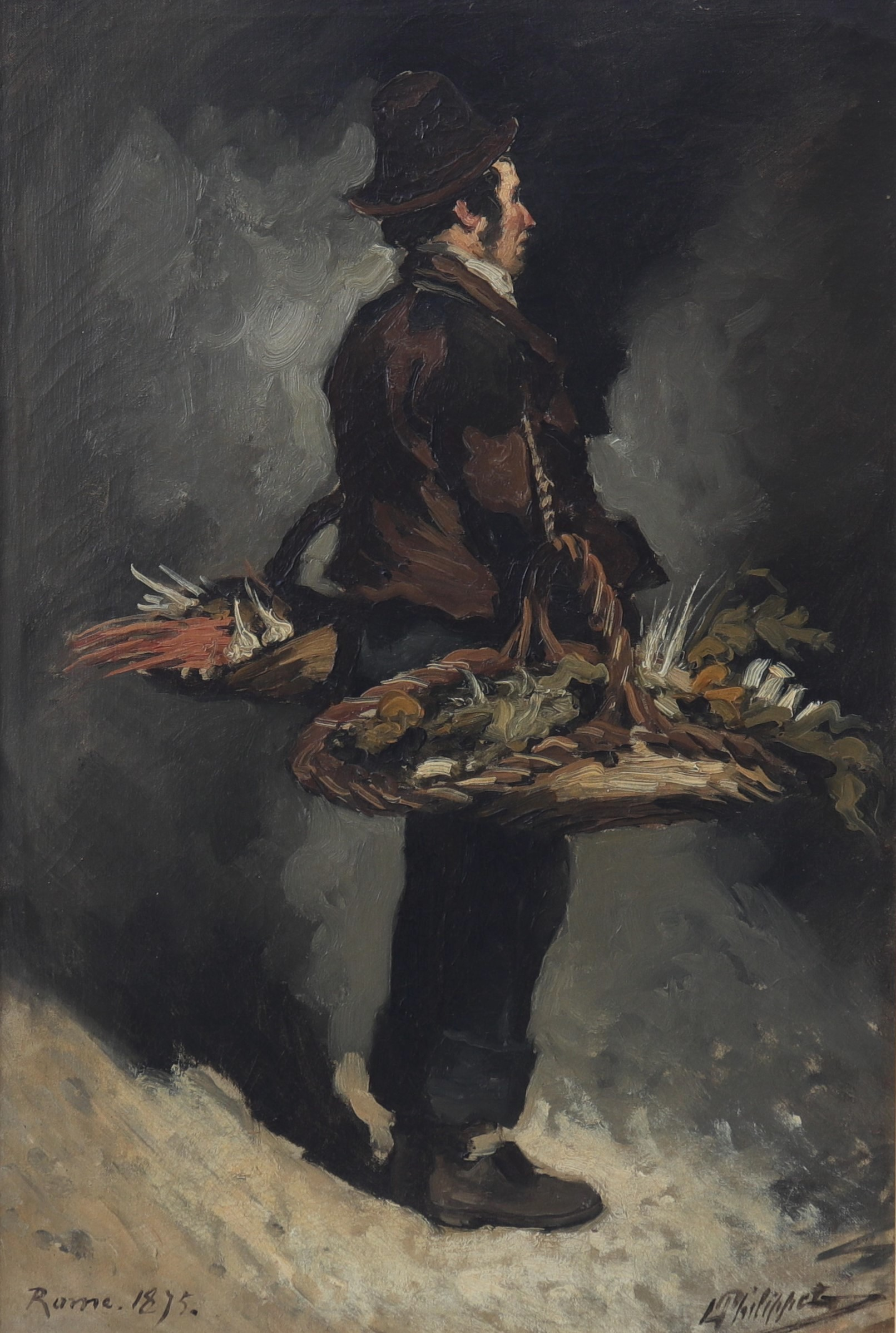
Romain aux corbeilles, 1875 (huile sur toile ; 55 × 37 cm), collection privée.
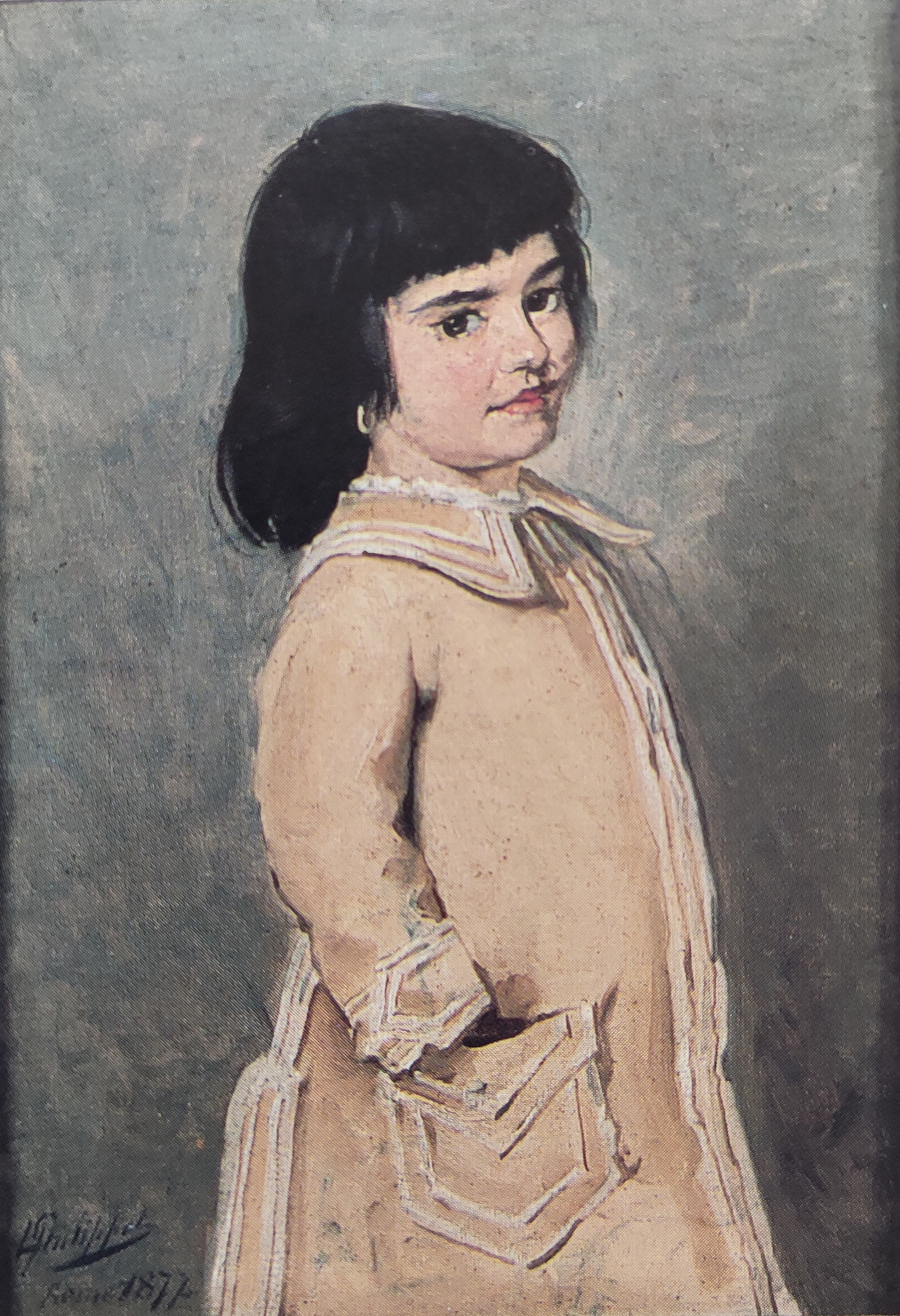
Fillette, 1877 (huile sur toile ; 71 × 50 cm), Liège, La Boverie.
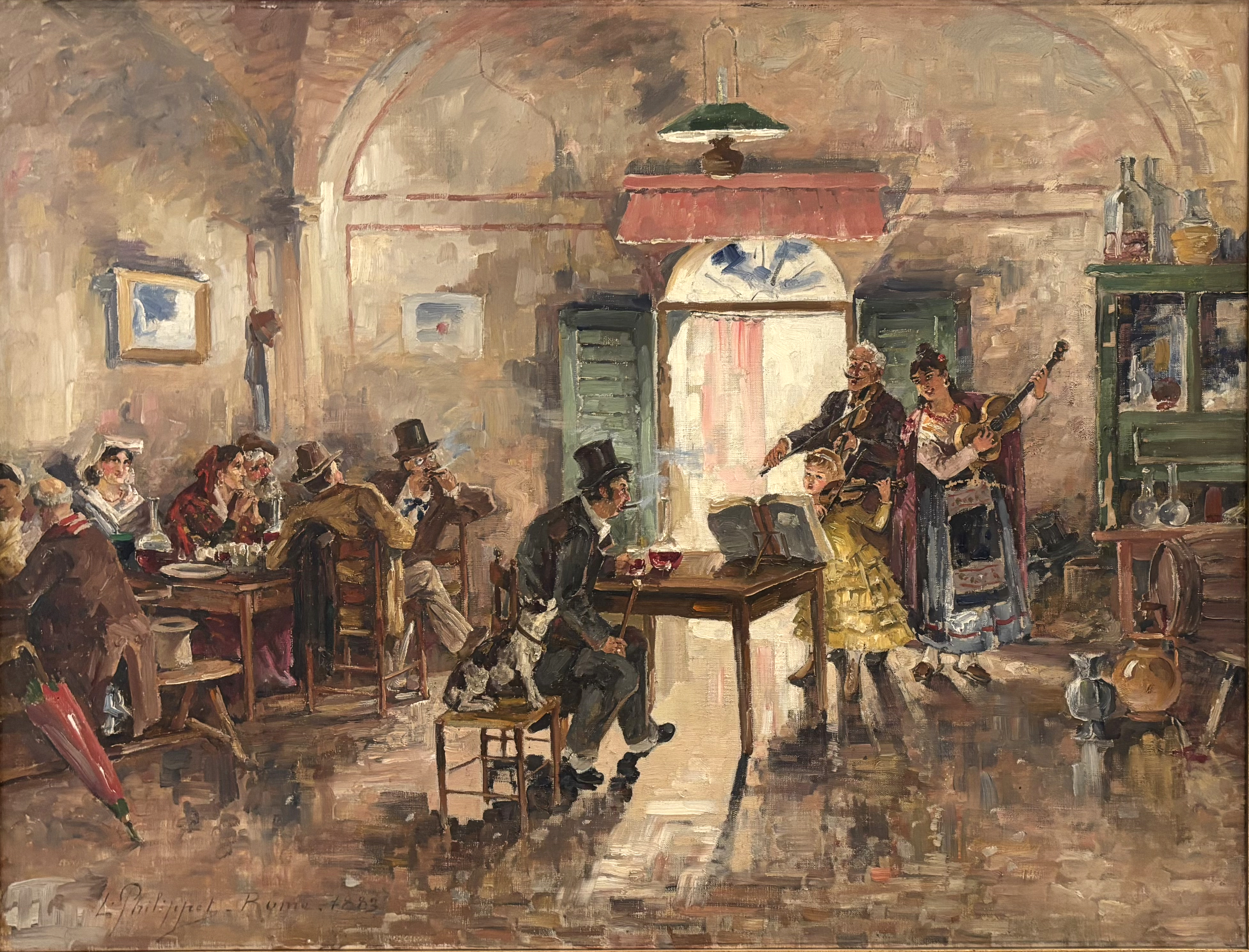
Cabaret de Rome, 1883 (huile sur toile ; 75 × 100 cm ; photographie de 1955 du KIK-IRPA), Liège, musée de l'Art wallon.
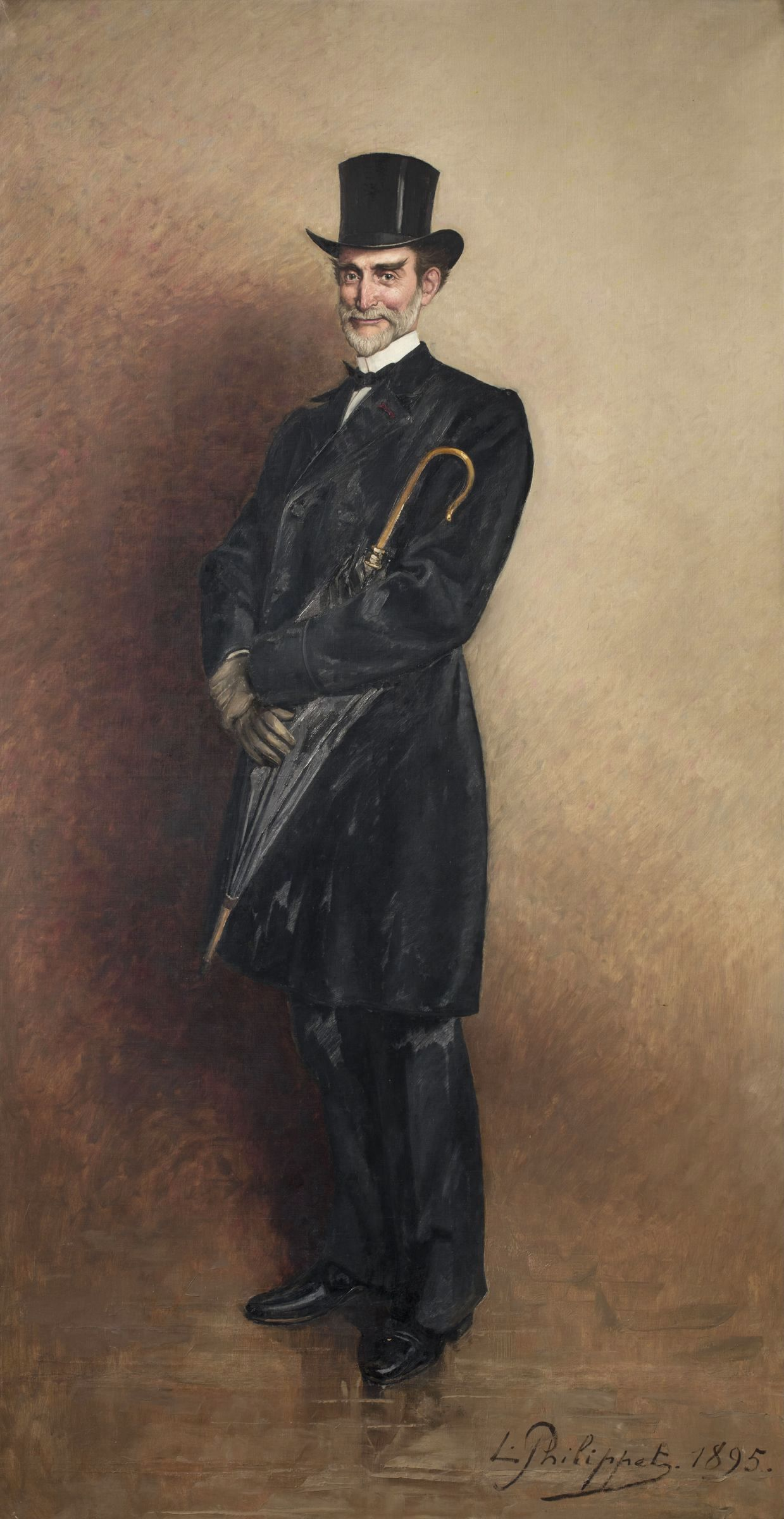
Portrait de Jean-Simon Renier, 1895 (huile sur toile ; 237 × 126 cm), Verviers, musées communaux.

## Expositions
Il expose au Cercle royal des Beaux-Arts de Liège de 1887 à 1898,.

### Expositions du vivant de l'artiste

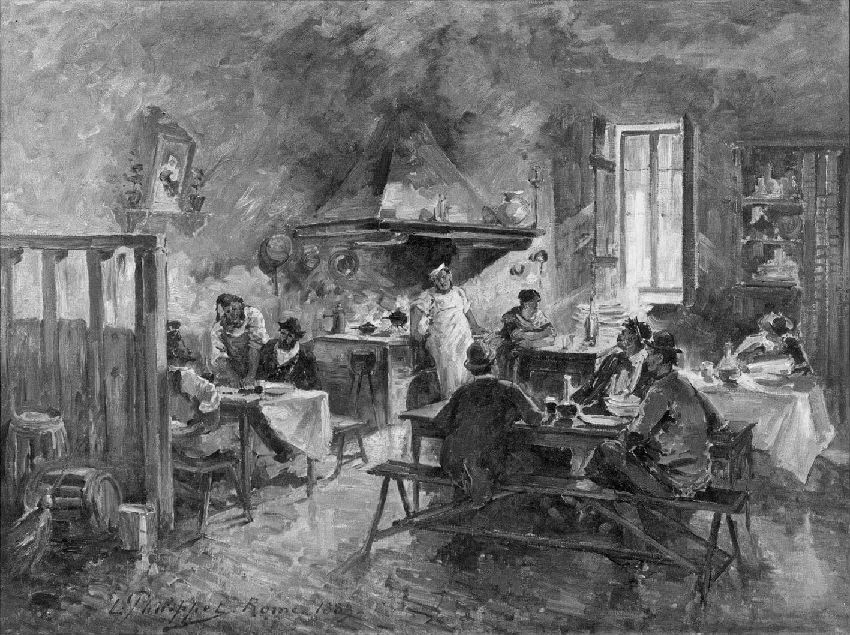
Osteria, banlieue de Rome, 1881 (huile sur toile ; ; photographie de 1944 du KIK-IRPA), Liège, musée de l'Art wallon.

- 1868 : Salon de la Société l'Union des artistes, du 23 mai à juillet, Liège[18],[132] ; XXVIIe Exposition nationale et triennale - Salon de Gand, du 13 septembre au 5 novembre, casino de Gand, Gand (l'artiste y expose deux œuvres : Pauvre Jean-Pierre et Étude de femme)[133].
- 1870 : Salon d'Anvers, du 14 août au 2 octobre, rue Vénus, Anvers (le peintre y expose trois œuvres : Un Charlatan au ghetto à Rome, Les Lecchie (aveugles) à Rome et Aux Bords du Teverone)[134].
- 1871 : XXVIIIe Exposition nationale et triennale - Salon de Gand, du 10 septembre au 14 novembre, casino de Gand, Gand (le peintre y expose trois œuvres : Le Dimanche au pays romain, Non è acqua, sono lacrime de amore ! et Pax vobis !)[32],[135].
- 1874 : XXIXe Exposition triennale - Salon de Gand, du 30 août au 18 octobre, casino de Gand, Gand (Philippet y expose deux tableaux : Tripot de femmes à Rome et Retour de chasse sous Henri III)[136].
- 1875 : Salon de Bruxelles, du 23 août au 15 novembre, place du Petit Sablon, Bruxelles (le peintre y expose MM. H. O., C. P. et D., membres de la Société de Saint-Georges)[137].
- 1876 : Salon d'Anvers, du 13 août au 1er octobre, rue Vénus, Anvers (il y expose L'Assassiné)[82].
- 1877 : XXXe Exposition triennale - Salon de Gand, du 26 août au 2 novembre, casino de Gand, Gand (l'artiste y expose L'Assassiné)[83].
- 1878 : Salon de Bruxelles, du 5 septembre au 3 novembre, dans un immeuble situé entre l'avenue du Midi et le boulevard du Hainaut, Bruxelles (l'artiste y expose Rixe dans une osteria romaine)[138].
- 1879 : Salon de 1879 (organisé par l'Association pour l'encouragement des beaux-arts), du 25 avril au 28 mai, salle d'émulation et salle académique, Liège (Philippet y expose L'Assassiné)[84].
- 1880 : Fête artistique du Cercle, août, Cercle artistique et littéraire de Bruxelles, Bruxelles (il y expose son tableau 1830)[139],[140].
- 1881 : Salon de Bruxelles, du 14 août au 16 septembre, musées royaux des Beaux-Arts de Belgique, Bruxelles (le peintre y expose La Fête de la vieille et Effet du matin ; gare de Rome)[141].
- 1882 : Belgian Exhibition of Contemporary Art, Pennsylvania Academy of the Fine Arts, Philadelphie[142].
- 1886 : XXXIIIe Exposition triennale - Salon de Gand, du 15 août au 24 octobre, casino de Gand, Gand (l'artiste y expose Le Marché du dimanche, place de la consolation, à Rome. Étude)[143].
- 1887 : 1er Salon de l'Art indépendant, Anvers[144].
- 1891 : Exposition des tableaux de M. Léon Philippet, janvier, Cercle artistique et littéraire de Bruxelles, Bruxelles[62],[145] ; Salon d'Anvers, du 8 août au 24 octobre, rue Vénus, Anvers (il y expose Portrait de Mlle de D.)[146].
- 1893 : Salon de Bruxelles, du 16 septembre au 3 novembre, place de l'ancien palais de justice, Bruxelles (il y expose Portrait des enfants L. M., Portrait de Mme G. et Osteria romaine)[147].
- 1894 : Exposition des tableaux de Mlle Héger, MM. Bellis, Philippet et Vander Meulen, mars, Cercle artistique et littéraire de Bruxelles, Bruxelles[148] ; Exposition de la Société royale pour l'encouragement des Beaux-Arts (dans le cadre de l'Exposition universelle d'Anvers de 1894), du 5 mai au 12 novembre, musée royal des Beaux-Arts, Anvers (le peintre y expose Osteria romaine)[149].
- 1902 : Salon de 1902 (organisé par l'Association pour l'encouragement des beaux-arts), mai, Musée des Beaux-Arts, Liège[150].
- 1903 : Rétrospective Léon Philippet, du 5 au 13 avril, Société d'Émulation , Liège[10],[62],[151].

### Expositions après la mort de l'artiste

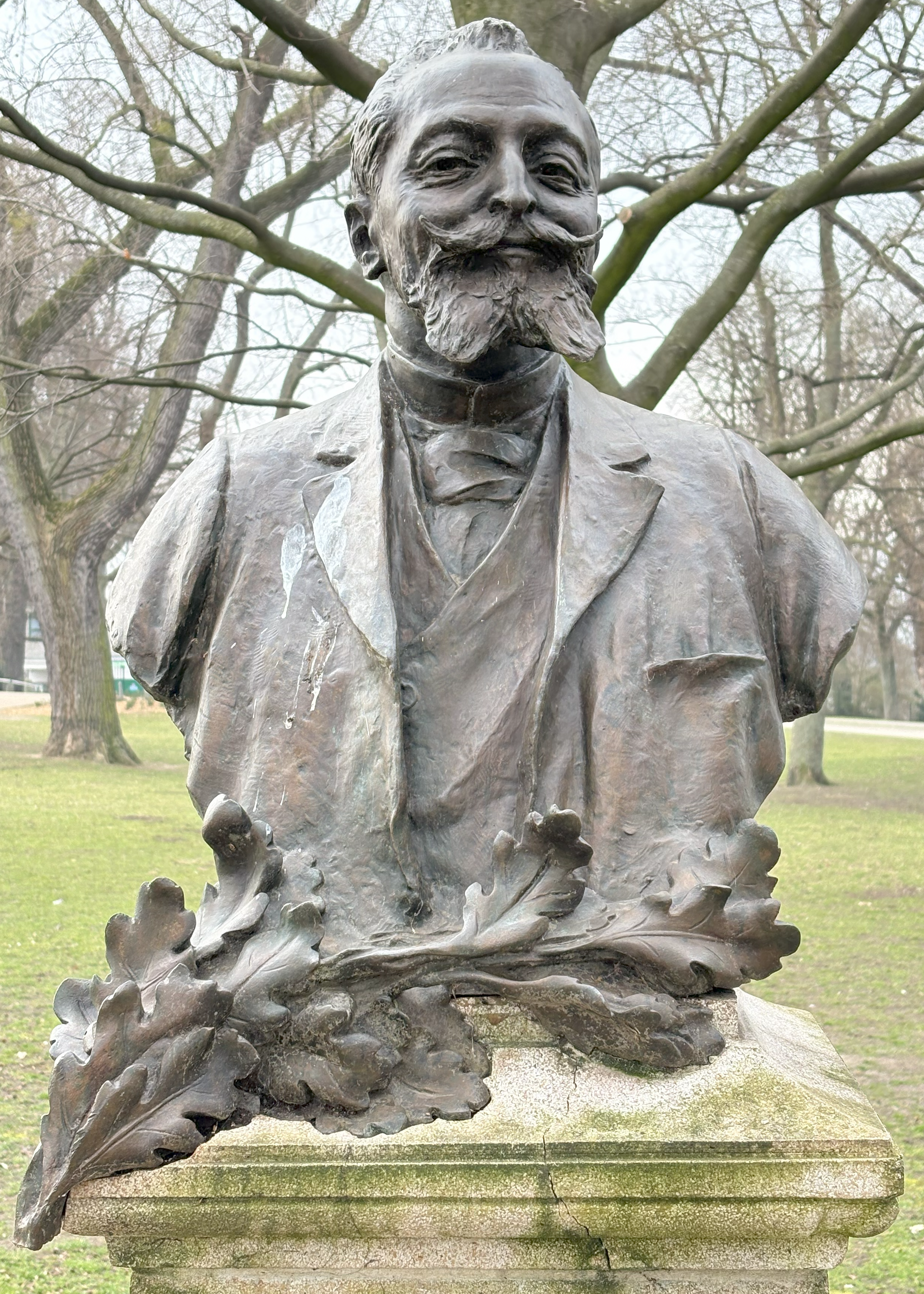
Monument Léon Philippet, par le sculpteur Oscar Berchmans, dans la roseraie du parc de la Boverie, à Liège.

- 1926 : Rétrospective Léon Philippet, Cercle royal des Beaux-Arts, Liège[20].
- 1931 : Portrait de la femme 1830-1930, du 31 octobre au 29 novembre, Cercle artistique et littéraire de Bruxelles, Bruxelles[152].
- 1933 : Le Visage de Liège, du 23 septembre au 23 octobre, Palais des Beaux-Arts, Liège[153].
- 1939 : Exposition de la gravure liégeoise, Musée des Beaux-Arts, Liège[154] ; Cent ans d'art wallon, Musée des Beaux-Arts, Liège[152].
- 1952 : Salon 1952, du 4 octobre au 11 novembre, Musée des Beaux-Arts, Liège[154].
- 1959 : XXXIIIe salon, Cercle artistique et littéraire de Charleroi, Charleroi[152].
- 1964 : 125e anniversaire de l'Académie royale des Beaux‑Arts, du 11 avril au 10 mai, Musée des Beaux-Arts, Liège[152],[154].
- 1966 : Hommage à de Witte Adrien, Donnay Auguste, Heintz Richard, Mataive Alphonse, Maréchal François, Philippet Léon, Rassenfosse Armand, du 3 au 14 janvier, Cercle royal des Beaux-Arts, Liège[154].
- 1977 : Rétrospective Léon Philippet, Avouerie d'Anthisnes, Anthisnes (organisée para la commune de Seraing)[155].
- 1983 : La Représentation humaine dans les collections du Musée de l’Art wallon et de l’Évolution culturelle de la Wallonie, Musée de l'Art wallon, Liège[152].
- 1984 : Exposition au Cabinet des Estampes et des Dessins, du 26 juin au 19 août, Liège[154].
- 1985 : Autoportraits, du 11 mai au 1er juin, Galerie l'A., Liège[154].
- 1987 : Le Symbolisme - Le Réalisme, du 16 octobre au 10 janvier 1988, Centre Wallonie‑Bruxelles, Paris[154].
- 1989 : Carte blanche à Jacques Parisse, 25 ans de critique d'Art, du 11 novembre au 10 décembre, Centre wallon d'art contemporain - La Châtaigneraie, Flémalle[154].
- 1992 : Le Cercle royal des Beaux-Arts de Liège 1892-1992, du 18 septembre au 20 avril 1993, Cercle royal des Beaux-Arts, Liège (un dessin, Carnaval au Corso, et trois peintures, La canzonetta, La Dame en noir et Bourgmestre italien et sa femme, sont exposés)[156].
- 1996 : 125 ans d'art liégeois - peinture, sculpture, gravure en province de Liège 1870‑1995, du 27 novembre au 31 janvier 1997, ING Espace Culturel, Liège[154].
- 1997 : Choix de dessins par Jacques Parisse, du 22 mars au 20 avril, Galerie Liehrmann, Liège[154].
- 2001-2002 : Vers la modernité : le XIXe siècle au pays de Liège, du 5 octobre 2001 au 20 janvier 2002, musée de l'Art wallon et salle Saint-Georges, Liège (les œuvres La misère, Parlez au concierge, Portrait d'Italienne, Portrait de noir, Étude pour L'Assassiné, Michelina Gismondi, Les lavandières, Le Tibre à Rome, Carnaval à Rome, Scène d'osteria, Scène de marché à Rome, Portrait de Walthère Frère, dit Frère-Orban et Le trio de Saint-Georges sont exposées)[157],[158],[159],[160],[161].
- 2003 : Rome éternelle : dessins et gravures panoramiques du XVe au XIXe siècle, du 8 octobre au 21 décembre, Palais des Beaux-Arts, Charleroi (les douze panneaux conformant son panorama Rome prise par Garibaldi le 3 juin 1849 sont exposés)[162].
- 2008 : Six Maîtres de la peinture liégeoise, du 20 juin au 15 septembre, Musée de l'ancienne abbaye de Stavelot, Stavelot[152].
- 2011 : École Liégeoise du Paysage, du 1er au 29 mai, Place Royale 41, Spa[163].
- 2014 : Un siècle de peinture belge, rencontre de deux collections, du 5 septembre au 9 novembre, Salle Saint-Georges, Liège[152].
- 2025 : Ars Mechanica - La Force d'innover, du 25 avril au 27 juillet, La Boverie, Liège (son tableau Rendez-vous de chasse est exposé)[164].

## Prix, distinctions et hommages
- 1866 : boursier de la ville de Liège[6],[7].
- 1867 : prix d'expression, de nature et de peinture de l'Académie royale des beaux-arts de Liège[14].
- 1867-1872 : boursier de la Fondation Darchis[14],[Note 3].
- 1873 : candidat au concours définitif du prix de Rome belge, où il présente l'œuvre Saint Laurent apportant ses richesses au préfet romain[32],[Note 4].
- 1907 : inauguration du monument Léon Philippet, par le sculpteur Oscar Berchmans, dans la roseraie du parc de la Boverie, à Liège[165],[166].
- Un boulevard de Liège, dans le quartier Naimette-Xhovémont, lui est dédié.